# Pandemia di COVID-19 in Cina
La pandemia di COVID-19 in Cina è stata una pandemia causata dal coronavirus SARS-CoV-2, agente eziologico della malattia respiratoria COVID-19, iniziata nel 2019 nella città di Wuhan, capoluogo della provincia cinese dell'Hubei, e successivamente diffusasi in quasi tutte le nazioni del mondo.
Il primo paziente confermato ha iniziato a manifestare sintomi già il 1º dicembre 2019, anche se il South China Morning Post ha successivamente riferito che un'analisi retrospettiva ha mostrato che il primo caso potrebbe essere stato quello di un 55enne della provincia di Hubei già dal 17 novembre 2019. I primi casi hanno coinvolto principalmente lavoratori del mercato umido di Wuhan in cui si vendeva pesce e altri animali, anche vivi. Solo il 31 dicembre 2019, a seguito di documenti non ufficiali comparsi sul web, la Cina ammise che vennero riscontrati dei casi di polmonite sconosciuta collegati al mercato di Wuhan. Dato il possibile scoppio di una epidemia a livello nazionale, la Commissione Nazionale di Sanità cinese si vide costretta a inviare esperti da Pechino al capoluogo dello Hubei, Wuhan. I governi locali di Wuhan e dell'Hubei sono stati ampiamente criticati, anche a livello internazionale, per le loro risposte in ritardo ed esitanti al virus e per la censura delle informazioni ad esso relative durante e, in parte, dopo l'epidemia iniziale, anche durante le sessioni parlamentari locali. Ciò ha consentito la diffusione precoce del virus, poiché un gran numero di cinesi è tornato a casa per le vacanze del capodanno cinese da e attraverso Wuhan, importante snodo dei trasporti. Dal 23 gennaio 2020, a quasi 2 mesi dal primo contagio, sono state introdotte misure di contenimento come il blocco di Wuhan e della provincia di Hubei e l'obbligo di utilizzo delle mascherine, che hanno ridotto e ritardato il picco dell'epidemia. Nonostante ciò, entro il 29 gennaio, il virus si era diffuso in tutte le province della Cina continentale. Il 31 gennaio, a 2 mesi dal primo contagio, l'Organizzazione mondiale della sanità dichiarò l'epidemia un'Emergenza sanitaria pubblica di portata internazionale. Una grave carenza di dispositivi di protezione individuale in Cina portò diversi Paesi a inviare aiuti internazionali, comprese forniture mediche.
All'8 febbraio 2020, morirono oltre 700 persone a causa della polmonite causata da coronavirus e più di 34000 furono i casi totali di positività. Nel solo Hubei vi furono 24953 casi e 699 deceduti. Questo ha portato tutte le province e divisioni cinesi a dichiarare lo Stato d'emergenza sanitaria ed attuare i migliori procedimenti al fine di ridurre la diffusione dell'epidemia. Il 31 gennaio 2020 l'OMS dichiara l'emergenza sanitaria come non più di solo interesse cinese ma di interesse mondiale per il timore che, nonostante la Cina "stesse facendo il possibile", la diffusione si potesse diffondere in Paesi in cui i sistemi igienico-sanitari non sono robusti come quello cinese.
Il Segretario generale del PCC Xi Jinping informò che la Cina stava affrontando una "situazione grave". Il Politburo del PCC ha istituito un gruppo appositamente per la battaglia contro il coronavirus, capeggiato dal Primo ministro cinese Li Keqiang. Vengono annullate tutte le celebrazioni per il Capodanno cinese il quale, durante il periodo del Chunyun (Festa di Primavera), viene riconosciuto come la più grande migrazione umana annuale, con un numero di passeggeri che supera i 2 miliardi. A tutti i passeggeri venne misurata la temperatura. Gruppi per il controllo dell'epidemia sono stati istituiti in differenti regioni, tra le quali lo Hubei e Wuhan. Molte tratte bus nazionali e ferroviarie sono state sospese.
Il 23 gennaio 2020 le autorità di Wuhan decidono di mettere in quarantena la megalopoli chiudendo l'aeroporto e fermando tutti i mezzi di trasporto pubblico invitando la popolazione a non spostarsi dalla città per evitare che il virus possa propagarsi ulteriormente; Pechino annulla i festeggiamenti per il Capodanno cinese, stessa decisione presa in seguito da Macao.
Al 29 gennaio viene messo in quarantena l'intero Hubei. Misure restrittive simili vengono applicate anche ad altre città vicine come a Huanggang, Wenzhou e Hangzhou. In tale giorno, vengono poste le basi per la costruzione di un nuovo ospedale per curare i pazienti affetti da tali patologie. La regione dello Hubei inizia anche a soffrire della carenza di mascherine e attrezzature varie, nonostante viene riconosciuto come il fulcro manifatturiero per la produzione mondiale di tali materiali. Per sopperire alla mancanza di posti letto, la città di Wuhan inizia a costruire in tempi record ospedali da campo provvisori. Il 23 gennaio inizia la costruzione di uno dei 16 ospedali, quello che ottenne più clamore mediatico a livello nazionale, l'Ospedale Huoshenshan. Il 3 febbraio 2020 venne aperta una prima ala dell'ospedale, ultimata l'8 febbraio grazie a lavoratori che si sono impegnati 24 ore su 24 per il completamento della struttura, inaugurandolo per intero solamente 16 giorno dopo l'inizio dei lavori.
Il 25 febbraio, per la prima volta, il numero di casi fuori dalla Cina supera il numero di quelli nazionali. Il 6 marzo il numero di nuovi casi nazionali si riduce a non più di 100 unità al giorno, riducendo drasticamente i numeri che nemmeno due settimane prima superavano le 1 000 unità giornaliere. Il 13 marzo i casi di contagio da ritorno, ovvero i casi importati di cittadini cinesi e non di ritorno dall'estero, superano quelli domestici.
A causa dell'aumento esponenziale di casi di infezione, non furono rari casi di xenofobia e razzismo in generale nei confronti di cittadini cinesi, sia a livello locale cinese che a livello nazionale. Molti furono i governi che intimarono di interrompere immediatamente qualsiasi comportamento razzista nei confronti dei cittadini cinesi. Il governo cinese sembra abbia lavorato duramente sulla censura di tutti quei contenuti di insoddisfazione comparsi online collegati con le misure di contenimento, cercando di far trasparire solo reazioni positive.
Il 25 marzo il Premier cinese Li Keqiang dichiara che il contagio in Cina è stato fondamentalmente bloccato e che l'epidemia è tuttora sotto controllo.
Il 13 aprile viene annunciato un nuovo focolaio a Suifenhe, importato dalla Russia e vengono registrati 95 nuovi contagi. Il 14 e 15 aprile la situazione del focolaio peggiora, infatti vengono registrati nuovi 106 contagiati. Nel giorno seguente viene registrato un calo.
Al 17 aprile, il focolaio ha causato 322 contagiati e 4 decessi. Nello stesso giorno la Cina rifà i conti del bilancio e aggiunge altri 325 contagiati e 1.290 morti, quasi tutti nella città focolaio di Wuhan, mentre Pechino annuncia che la situazione non è più sotto controllo. Il numero di morti in tutta la Cina sale così di quasi il 39%, arrivando a 4.634.
Il 25 giugno 2020 la Cina ha dichiarato di aver eseguito più di 90 milioni di test di acido nucleico per verificare la positività al COVID-19.
Il 5 maggio 2023, l'Organizzazione mondiale della sanità dichiara ufficialmente la fine della pandemia.

## Contesto storico e sociale
Qualsiasi nuova epidemia, in particolar modo quelle di natura sconosciuta, rappresentano una minaccia per la salute pubblica generale e per il sistema ospedaliero e sanitario. Nonostante i coronavirus siano conosciuti come principali patogeni causa del comune raffreddore, una nuova specie di coronavirus, in seguito definita SARS-CoV, causò una epidemia riguardante 29 Paesi che, tra il 2002 e il 2003, ha infettato 8 096 persone e causato 774 decessi. Gli studi hanno mostrato che l'epidemia è stata causata da un coronavirus di un animale, probabilmente un pipistrello, che è entrato in qualche modo a contatto con l'uomo. Lo scoppio di una epidemia causata da coronavirus animali implica, inoltre, un rischio enorme per la salute umana.
A seguito della fine dell'epidemia di SARS del 2003, il popolo e la comunità scientifica erano fortemente allarmati per il ritorno di un futuro virus mortale, il che ha portato il Governo cinese ad attuare riforme che rivoluzionassero il sistema sanitario nazionale in modo da renderlo preparato per l'arrivo di una possibile futura epidemia mortale. Nella riforma, il Governo cinese ha incluso l'espansione della rete dei laboratori, in modo che gli scienziati potessero occuparsi dello studio degli agenti patogeni delle malattie infettive. Tali riforme includevano la costruzione di un nuovo laboratorio nella città di Wuhan, di livello BSL-4, e alcuni laboratori nazionali dove si potessero studiare le polmoniti da fattori sconosciuti. Zeng Guang, il Capo esecutivo del Centro cinese per controllo e prevenzione delle malattie, ritenne che una pubblicazione delle informazioni più repentina avrebbe reso l'epidemia di SARS di più facile gestione e che questa sarebbe stata una lezione che la Cina non avrebbe mai dimenticato.
Con le migliorie apportate al sistema sanitario cinese, la Cina è riuscita a gestire con più efficacia diverse emergenze sanitarie durante gli anni. Nel 2009, durante lo scoppio della febbre suina partita dal Messico, la Cina è riuscita a vaccinare più di 100 milioni di persone come prevenzione per la malattia. Nel 2013, durante lo scoppio dell'epidemia dell'influenza di tipo H7N9 nell'Est della Cina, il Paese è riuscito ad identificare gli agenti patogeni solamente 5 giorni dopo lo scoppio della malattia. I kit dei test per la diagnosi vennero progettati e distribuiti in tutte le province della Cina continentale solamente 3 giorni dopo l'identificazione. In ogni caso, come scrive il Souther Metropolitan Daily, giornale liberale con sede a Canton, la gente aveva notato le migliorie apportate alla sanità pubblica, acclamando gli sforzi del Governo, ma i fondi concessi in realtà non erano minimamente sufficienti per le dimensioni cinesi e che i Centri per il controllo e la prevenzione delle malattie nelle municipalità più piccole, a causa di mancanza di fondi, dovevano fare tagli sul personale.

## Andamento dei contagi
| Data                                                                                         | Data       |  | Numero di casi esclusi quelli confermati diagnosticamente | Numero di casi confermati diagnosticamente |
| -------------------------------------------------------------------------------------------- | ---------- |  | --------------------------------------------------------- | ------------------------------------------ |
| 31-12-2019                                                                                   | 31-12-2019 |  |                                                           | 27(N.D.)                                   |
| ⋮                                                                                            | ⋮          |  |                                                           | 27(=)                                      |
| 03-01-2020                                                                                   | 03-01-2020 |  |                                                           | 44(+63%)                                   |
| 04-01-2020                                                                                   | 04-01-2020 |  |                                                           | 44                                         |
| 05-01-2020                                                                                   | 05-01-2020 |  |                                                           | 59(+34%)                                   |
| ⋮                                                                                            |            |  |                                                           |                                            |
| 10-01-2020                                                                                   | 10-01-2020 |  | 41(N.D.)                                                  |                                            |
| ⋮                                                                                            | ⋮          |  | 41(=)                                                     |                                            |
| 16-01-2020                                                                                   | 16-01-2020 |  | 45(+9.7%)                                                 |                                            |
| 17-01-2020                                                                                   | 17-01-2020 |  | 62(+38%)                                                  |                                            |
| 18-01-2020                                                                                   | 18-01-2020 |  | 121(+95%)                                                 |                                            |
| 19-01-2020                                                                                   | 19-01-2020 |  | 198(+64%)                                                 |                                            |
| 20-01-2020                                                                                   | 20-01-2020 |  | 291(+47%)                                                 |                                            |
| 21-01-2020                                                                                   | 21-01-2020 |  | 440(+51%)                                                 |                                            |
| 22-01-2020                                                                                   | 22-01-2020 |  | 571(+30%)                                                 |                                            |
| 23-01-2020                                                                                   | 23-01-2020 |  | 830(+45%)                                                 |                                            |
| 24-01-2020                                                                                   | 24-01-2020 |  | 1,287(+55%)                                               |                                            |
| 25-01-2020                                                                                   | 25-01-2020 |  | 1,975(+53%)                                               |                                            |
| 26-01-2020                                                                                   | 26-01-2020 |  | 2,744(+39%)                                               |                                            |
| 27-01-2020                                                                                   | 27-01-2020 |  | 4,515(+64%)                                               |                                            |
| 28-01-2020                                                                                   | 28-01-2020 |  | 5,974(+32%)                                               |                                            |
| 29-01-2020                                                                                   | 29-01-2020 |  | 7,711(+29%)                                               |                                            |
| 30-01-2020                                                                                   | 30-01-2020 |  | 9,692(+26%)                                               |                                            |
| 31-01-2020                                                                                   | 31-01-2020 |  | 11,791(+22%)                                              |                                            |
| 01-02-2020                                                                                   | 01-02-2020 |  | 14,380(+22%)                                              |                                            |
| 02-02-2020                                                                                   | 02-02-2020 |  | 17,205(+20%)                                              |                                            |
| 03-02-2020                                                                                   | 03-02-2020 |  | 20,438(+19%)                                              |                                            |
| 04-02-2020                                                                                   | 04-02-2020 |  | 24,324(+19%)                                              |                                            |
| 05-02-2020                                                                                   | 05-02-2020 |  | 28,018(+15%)                                              |                                            |
| 06-02-2020                                                                                   | 06-02-2020 |  | 31,161(+11%)                                              |                                            |
| 07-02-2020                                                                                   | 07-02-2020 |  | 34,546(+11%)                                              |                                            |
| 08-02-2020                                                                                   | 08-02-2020 |  | 37,198(+7.7%)                                             |                                            |
| 09-02-2020                                                                                   | 09-02-2020 |  | 40,171(+8.0%)                                             |                                            |
| 10-02-2020                                                                                   | 10-02-2020 |  | 42,638(+6.1%)                                             | 48,315(N.D.)                               |
| 11-02-2020                                                                                   | 11-02-2020 |  | 44,653(+4.7%)                                             | 55,220(+14%)                               |
| 12-02-2020                                                                                   | 12-02-2020 |  | 46,472(+4.1%)                                             | 58,761(+6.4%)                              |
| 13-02-2020                                                                                   | 13-02-2020 |  | 48,467(+4.3%)                                             | 63,851(+8.7%)                              |
| 14-02-2020                                                                                   | 14-02-2020 |  | 49,970(+3.1%)                                             | 66,492(+4.1%)                              |
| 15-02-2020                                                                                   | 15-02-2020 |  | 51,091(+2.2%)                                             | 68,500(+3.0%)                              |
| 16-02-2020                                                                                   | 16-02-2020 |  |                                                           | 70,548(+3.0%)                              |
| 17-02-2020                                                                                   | 17-02-2020 |  |                                                           | 72,436(+2.7%)                              |
| 18-02-2020                                                                                   | 18-02-2020 |  |                                                           | 74,185(+2.4%)                              |
| 19-02-2020                                                                                   | 19-02-2020 |  |                                                           | 75,002(+1.1%)                              |
| 20-02-2020                                                                                   | 20-02-2020 |  |                                                           | 75,891(+1.2%)                              |
| 21-02-2020                                                                                   | 21-02-2020 |  |                                                           | 76,288(+0.52%)                             |
| 22-02-2020                                                                                   | 22-02-2020 |  |                                                           | 76,936(+0.85%)                             |
| 23-02-2020                                                                                   | 23-02-2020 |  |                                                           | 77,150(+0.28%)                             |
| 24-02-2020                                                                                   | 24-02-2020 |  |                                                           | 77,658(+0.66%)                             |
| 25-02-2020                                                                                   | 25-02-2020 |  |                                                           | 78,064(+0.52%)                             |
| 26-02-2020                                                                                   | 26-02-2020 |  |                                                           | 78,497(+0.55%)                             |
| 27-02-2020                                                                                   | 27-02-2020 |  |                                                           | 78,824(+0.42%)                             |
| 28-02-2020                                                                                   | 28-02-2020 |  |                                                           | 79,251(+0.54%)                             |
| 29-02-2020                                                                                   | 29-02-2020 |  |                                                           | 79,824(+0.72%)                             |
| 01-03-2020                                                                                   | 01-03-2020 |  |                                                           | 80,026(+0.25%)                             |
| 02-03-2020                                                                                   | 02-03-2020 |  |                                                           | 80,151(+0.16%)                             |
| 03-03-2020                                                                                   | 03-03-2020 |  |                                                           | 80,270(+0.15%)                             |
| 04-03-2020                                                                                   | 04-03-2020 |  |                                                           | 80,409(+0.17%)                             |
| 05-03-2020                                                                                   | 05-03-2020 |  |                                                           | 80,552(+0.18%)                             |
| 06-03-2020                                                                                   | 06-03-2020 |  |                                                           | 80,651(+0.12%)                             |
| 07-03-2020                                                                                   | 07-03-2020 |  |                                                           | 80,695(+0.05%)                             |
| 08-03-2020                                                                                   | 08-03-2020 |  |                                                           | 80,735(+0.05%)                             |
| 09-03-2020                                                                                   | 09-03-2020 |  |                                                           | 80,754(+0.02%)                             |
| 10-03-2020                                                                                   | 10-03-2020 |  |                                                           | 80,778(+0.03%)                             |
| 11-03-2020                                                                                   | 11-03-2020 |  |                                                           | 80,793(+0.02%)                             |
| 12-03-2020                                                                                   | 12-03-2020 |  |                                                           | 80,813(+0.02%)                             |
| 13-03-2020                                                                                   | 13-03-2020 |  |                                                           | 80,824(+0.01%)                             |
| 14-03-2020                                                                                   | 14-03-2020 |  |                                                           | 80,844(+0.02%)                             |
| 15-03-2020                                                                                   | 15-03-2020 |  |                                                           | 80,860(+0.02%)                             |
| 16-03-2020                                                                                   | 16-03-2020 |  |                                                           | 80,881(+0.02%)                             |
| 17-03-2020                                                                                   | 17-03-2020 |  |                                                           | 80,894(+0.02%)                             |
| 18-03-2020                                                                                   | 18-03-2020 |  |                                                           | 80,928(+0.04%)                             |
| 19-03-2020                                                                                   | 19-03-2020 |  |                                                           | 80,967(+0.05%)                             |
| 20-03-2020                                                                                   | 20-03-2020 |  |                                                           | 81,008(+0.05%)                             |
| 21-03-2020                                                                                   | 21-03-2020 |  |                                                           | 81,054(+0.06%)                             |
| 22-03-2020                                                                                   | 22-03-2020 |  |                                                           | 81,093(+0.05%)                             |
| 23-03-2020                                                                                   | 23-03-2020 |  |                                                           | 81,171(+0.10%)                             |
| 24-03-2020                                                                                   | 24-03-2020 |  |                                                           | 81,218(+0.06%)                             |
| 25-03-2020                                                                                   | 25-03-2020 |  |                                                           | 81,285(+0.08%)                             |
| 26-03-2020                                                                                   | 26-03-2020 |  |                                                           | 81,340(+0.07%)                             |
| 27-03-2020                                                                                   | 27-03-2020 |  |                                                           | 81,394(+0.06%)                             |
| 28-03-2020                                                                                   | 28-03-2020 |  |                                                           | 81,439(+0.06%)                             |
| 29-03-2020                                                                                   | 29-03-2020 |  |                                                           | 81,470(+0.04%)                             |
| 30-03-2020                                                                                   | 30-03-2020 |  |                                                           | 81,518(+0.06%)                             |
| 31-03-2020                                                                                   | 31-03-2020 |  |                                                           | 81,554(+0.04%)                             |
| 01-04-2020                                                                                   | 01-04-2020 |  |                                                           | 81,589(+0.04%)                             |
| 02-04-2020                                                                                   | 02-04-2020 |  |                                                           | 81,620(+0.04%)                             |
| 03-04-2020                                                                                   | 03-04-2020 |  |                                                           | 81,639(+0.02%)                             |
| 04-04-2020                                                                                   | 04-04-2020 |  |                                                           | 81,669(+0.04%)                             |
| 05-04-2020                                                                                   | 05-04-2020 |  |                                                           | 81,708(+0.05%)                             |
| 06-04-2020                                                                                   | 06-04-2020 |  |                                                           | 81,740(+0.04%)                             |
| 07-04-2020                                                                                   | 07-04-2020 |  |                                                           | 81,802(+0.08%)                             |
| 08-04-2020                                                                                   | 08-04-2020 |  |                                                           | 81,865(+0.08%)                             |
| 09-04-2020                                                                                   | 09-04-2020 |  |                                                           | 81,907(+0.05%)                             |
| 10-04-2020                                                                                   | 10-04-2020 |  |                                                           | 81,953(+0.06%)                             |
| 11-04-2020                                                                                   | 11-04-2020 |  |                                                           | 82,052(+0.12%)                             |
| 12-04-2020                                                                                   | 12-04-2020 |  |                                                           | 82,160(+0.13%)                             |
| 13-04-2020                                                                                   | 13-04-2020 |  |                                                           | 82,249(+0.11%)                             |
| 14-04-2020                                                                                   | 14-04-2020 |  |                                                           | 82,295(+0.06%)                             |
| 15-04-2020                                                                                   | 15-04-2020 |  |                                                           | 82,341(+0.06%)                             |
| 16-04-2020                                                                                   | 16-04-2020 |  |                                                           | 82,692(+0.43%)                             |
| 17-04-2020                                                                                   | 17-04-2020 |  |                                                           | 82,719(+0.03%)                             |
| 18-04-2020                                                                                   | 18-04-2020 |  |                                                           | 82,735(+0.02%)                             |
| 19-04-2020                                                                                   | 19-04-2020 |  |                                                           | 82,747(+0.01%)                             |
| 20-04-2020                                                                                   | 20-04-2020 |  |                                                           | 82,758(+0.01%)                             |
| 21-04-2020                                                                                   | 21-04-2020 |  |                                                           | 82,788(+0.04%)                             |
| 22-04-2020                                                                                   | 22-04-2020 |  |                                                           | 82,798(+0.01%)                             |
| 23-04-2020                                                                                   | 23-04-2020 |  |                                                           | 82,804(<+0.01%)                            |
| 24-04-2020                                                                                   | 24-04-2020 |  |                                                           | 82,816(+0.01%)                             |
| 25-04-2020                                                                                   | 25-04-2020 |  |                                                           | 82,827(+0.01%)                             |
| 26-04-2020                                                                                   | 26-04-2020 |  |                                                           | 82,830(<+0.01%)                            |
| 27-04-2020                                                                                   | 27-04-2020 |  |                                                           | 82,836(<+0.01%)                            |
| 28-04-2020                                                                                   | 28-04-2020 |  |                                                           | 82,858(+0.03%)                             |
| 29-04-2020                                                                                   | 29-04-2020 |  |                                                           | 82,862(<+0.01%)                            |
| 30-04-2020                                                                                   | 30-04-2020 |  |                                                           | 82,874(+0.01%)                             |
| 01-05-2020                                                                                   | 01-05-2020 |  |                                                           | 82,875(<+0.01%)                            |
| 02-05-2020                                                                                   | 02-05-2020 |  |                                                           | 82,877(<+0.01%)                            |
| 03-05-2020                                                                                   | 03-05-2020 |  |                                                           | 82,880(<+0.01%)                            |
| 04-05-2020                                                                                   | 04-05-2020 |  |                                                           | 82,881(<+0.01%)                            |
| 05-05-2020                                                                                   | 05-05-2020 |  |                                                           | 82,883(<+0.01%)                            |
| 06-05-2020                                                                                   | 06-05-2020 |  |                                                           | 82,885(<+0.01%)                            |
| 07-05-2020                                                                                   | 07-05-2020 |  |                                                           | 82,886(<+0.01%)                            |
| 08-05-2020                                                                                   | 08-05-2020 |  |                                                           | 82,887(<+0.01%)                            |
| 09-05-2020                                                                                   | 09-05-2020 |  |                                                           | 82,901(+0.02%)                             |
| 10-05-2020                                                                                   | 10-05-2020 |  |                                                           | 82,918(+0.02%)                             |
| 11-05-2020                                                                                   | 11-05-2020 |  |                                                           | 82,919(<+0.01%)                            |
| 12-05-2020                                                                                   | 12-05-2020 |  |                                                           | 82,926(<+0.01%)                            |
| 13-05-2020                                                                                   | 13-05-2020 |  |                                                           | 82,929(<+0.01%)                            |
| 14-05-2020                                                                                   | 14-05-2020 |  |                                                           | 82,933(<+0.01%)                            |
| 15-05-2020                                                                                   | 15-05-2020 |  |                                                           | 82,941(<+0.01%)                            |
| 16-05-2020                                                                                   | 16-05-2020 |  |                                                           | 82,947(<+0.01%)                            |
| 17-05-2020                                                                                   | 17-05-2020 |  |                                                           | 82,954(<+0.01%)                            |
| 18-05-2020                                                                                   | 18-05-2020 |  |                                                           | 82,960(<+0.01%)                            |
| 19-05-2020                                                                                   | 19-05-2020 |  |                                                           | 82,965(<+0.01%)                            |
| 20-05-2020                                                                                   | 20-05-2020 |  |                                                           | 82,967(<+0.01%)                            |
| 21-05-2020                                                                                   | 21-05-2020 |  |                                                           | 82,971(<+0.01%)                            |
| 22-05-2020                                                                                   | 22-05-2020 |  |                                                           | 82,971(=)                                  |
| 23-05-2020                                                                                   | 23-05-2020 |  |                                                           | 82,974(<+0.01%)                            |
| 24-05-2020                                                                                   | 24-05-2020 |  |                                                           | 82,985(+0.01%)                             |
| 25-05-2020                                                                                   | 25-05-2020 |  |                                                           | 82,992(<+0.01%)                            |
| 26-05-2020                                                                                   | 26-05-2020 |  |                                                           | 82,993(<+0.01%)                            |
| 27-05-2020                                                                                   | 27-05-2020 |  |                                                           | 82,995(<+0.01%)                            |
| 28-05-2020                                                                                   | 28-05-2020 |  |                                                           | 82,995(=)                                  |
| 29-05-2020                                                                                   | 29-05-2020 |  |                                                           | 82,999(<+0.01%)                            |
| 30-05-2020                                                                                   | 30-05-2020 |  |                                                           | 83,001(<+0.01%)                            |
| 31-05-2020                                                                                   | 31-05-2020 |  |                                                           | 83,017(0.02%)                              |
| 01-06-2020                                                                                   | 01-06-2020 |  |                                                           | 83,022(<+0.01%)                            |
| 02-06-2020                                                                                   | 02-06-2020 |  |                                                           | 83,021(>−0.01%)                            |
| 03-06-2020                                                                                   | 03-06-2020 |  |                                                           | 83,022(<+0.01%)                            |
| 04-06-2020                                                                                   | 04-06-2020 |  |                                                           | 83,027(<+0.01%)                            |
| 05-06-2020                                                                                   | 05-06-2020 |  |                                                           | 83,030(<+0.01%)                            |
| 06-06-2020                                                                                   | 06-06-2020 |  |                                                           | 83,036(<+0.01%)                            |
| 07-06-2020                                                                                   | 07-06-2020 |  |                                                           | 83,040(<+0.01%)                            |
| 08-06-2020                                                                                   | 08-06-2020 |  |                                                           | 83,043(<+0.01%)                            |
| 09-06-2020                                                                                   | 09-06-2020 |  |                                                           | 83,046(<+0.01%)                            |
| 10-06-2020                                                                                   | 10-06-2020 |  |                                                           | 83,057(+0.01%)                             |
| 11-06-2020                                                                                   | 11-06-2020 |  |                                                           | 83,064(<+0.01%)                            |
| 12-06-2020                                                                                   | 12-06-2020 |  |                                                           | 83,075(+0.01%)                             |
| 13-06-2020                                                                                   | 13-06-2020 |  |                                                           | 83,132(+0.07%)                             |
| 14-06-2020                                                                                   | 14-06-2020 |  |                                                           | 83,181(+0.06%)                             |
| 15-06-2020                                                                                   | 15-06-2020 |  |                                                           | 83,221(+0.05%)                             |
| 16-06-2020                                                                                   | 16-06-2020 |  |                                                           | 83,265(+0.05%)                             |
| 17-06-2020                                                                                   | 17-06-2020 |  |                                                           | 83,293(+0.03%)                             |
| 18-06-2020                                                                                   | 18-06-2020 |  |                                                           | 83,325(+0.04%)                             |
| 19-06-2020                                                                                   | 19-06-2020 |  |                                                           | 83,352(+0.03%)                             |
| 20-06-2020                                                                                   | 20-06-2020 |  |                                                           | 83,378(+0.03%)                             |
| 21-06-2020                                                                                   | 21-06-2020 |  |                                                           | 83,396(+0.02%)                             |
| 22-06-2020                                                                                   | 22-06-2020 |  |                                                           | 83,418(+0.03%)                             |
| 23-06-2020                                                                                   | 23-06-2020 |  |                                                           | 83,430(+0.01%)                             |
| 24-06-2020                                                                                   | 24-06-2020 |  |                                                           | 83,449(+0.02%)                             |
| 25-06-2020                                                                                   | 25-06-2020 |  |                                                           | 83,462(+0.02%)                             |
| 26-06-2020                                                                                   | 26-06-2020 |  |                                                           | 83,483(+0.03%)                             |
| 27-06-2020                                                                                   | 27-06-2020 |  |                                                           | 83,500(+0.02%)                             |
| 28-06-2020                                                                                   | 28-06-2020 |  |                                                           | 83,512(+0.01%)                             |
| 29-06-2020                                                                                   | 29-06-2020 |  |                                                           | 83,531(+0.02%)                             |
| 30-06-2020                                                                                   | 30-06-2020 |  |                                                           | 83,534(<+0.01%)                            |
| 01-07-2020                                                                                   | 01-07-2020 |  |                                                           | 83,537(<+0.01%)                            |
| 02-07-2020                                                                                   | 02-07-2020 |  |                                                           | 83,542(<+0.01%)                            |
| 03-07-2020                                                                                   | 03-07-2020 |  |                                                           | 83,545(<+0.01%)                            |
| 04-07-2020                                                                                   | 04-07-2020 |  |                                                           | 83,553(<+0.01%)                            |
| 05-07-2020                                                                                   | 05-07-2020 |  |                                                           | 83,557(<+0.01%)                            |
| 06-07-2020                                                                                   | 06-07-2020 |  |                                                           | 83,565(<+0.01%)                            |
| 07-07-2020                                                                                   | 07-07-2020 |  |                                                           | 83,572(<+0.01%)                            |
| 08-07-2020                                                                                   | 08-07-2020 |  |                                                           | 83,581(+0.01%)                             |
| 09-07-2020                                                                                   | 09-07-2020 |  |                                                           | 83,585(<+0.01%)                            |
| 10-07-2020                                                                                   | 10-07-2020 |  |                                                           | 83,587(<+0.01%)                            |
| 11-07-2020                                                                                   | 11-07-2020 |  |                                                           | 83,594(<+0.01%)                            |
| 12-07-2020                                                                                   | 12-07-2020 |  |                                                           | 83,602(<+0.01%)                            |
| 13-07-2020                                                                                   | 13-07-2020 |  |                                                           | 83,605(<+0.01%)                            |
| 14-07-2020                                                                                   | 14-07-2020 |  |                                                           | 83,611(<+0.01%)                            |
| 15-07-2020                                                                                   | 15-07-2020 |  |                                                           | 83,612(<+0.01%)                            |
| 16-07-2020                                                                                   | 16-07-2020 |  |                                                           | 83,622(+0.01%)                             |
| 17-07-2020                                                                                   | 17-07-2020 |  |                                                           | 83,644(+0.03%)                             |
| 18-07-2020                                                                                   | 18-07-2020 |  |                                                           | 83,660(+0.02%)                             |
| 19-07-2020                                                                                   | 19-07-2020 |  |                                                           | 83,682(+0.03%)                             |
| 20-07-2020                                                                                   | 20-07-2020 |  |                                                           | 83,693(+0.01%)                             |
| 21-07-2020                                                                                   | 21-07-2020 |  |                                                           | 83,707(+0.02%)                             |
| 22-07-2020                                                                                   | 22-07-2020 |  |                                                           | 83,729(+0.03%)                             |
| 23-07-2020                                                                                   | 23-07-2020 |  |                                                           | 83,750(+0.03%)                             |
| 24-07-2020                                                                                   | 24-07-2020 |  |                                                           | 83,784(+0.04%)                             |
| 25-07-2020                                                                                   | 25-07-2020 |  |                                                           | 83,830(+0.05%)                             |
| 26-07-2020                                                                                   | 26-07-2020 |  |                                                           | 83,891(+0.07%)                             |
| 27-07-2020                                                                                   | 27-07-2020 |  |                                                           | 83,959(+0.08%)                             |
| 28-07-2020                                                                                   | 28-07-2020 |  |                                                           | 84,060(+0.12%)                             |
| 29-07-2020                                                                                   | 29-07-2020 |  |                                                           | 84,165(+0.12%)                             |
| 30-07-2020                                                                                   | 30-07-2020 |  |                                                           | 84,292(+0.15%)                             |
| 31-07-2020                                                                                   | 31-07-2020 |  |                                                           | 84,337(+0.05%)                             |
| 01-08-2020                                                                                   | 01-08-2020 |  |                                                           | 84,385(+0.06%)                             |
| 02-08-2020                                                                                   | 02-08-2020 |  |                                                           | 84,428(+0.05%)                             |
| 03-08-2020                                                                                   | 03-08-2020 |  |                                                           | 84,464(+0.04%)                             |
| 04-08-2020                                                                                   | 04-08-2020 |  |                                                           | 84,491(+0.03%)                             |
| 05-08-2020                                                                                   | 05-08-2020 |  |                                                           | 84,528(+0.04%)                             |
| 06-08-2020                                                                                   | 06-08-2020 |  |                                                           | 84,565(+0.04%)                             |
| 07-08-2020                                                                                   | 07-08-2020 |  |                                                           | 84,596(+0.04%)                             |
| 08-08-2020                                                                                   | 08-08-2020 |  |                                                           | 84,619(+0.03%)                             |
| 09-08-2020                                                                                   | 09-08-2020 |  |                                                           | 84,668(+0.06%)                             |
| 10-08-2020                                                                                   | 10-08-2020 |  |                                                           | 84,712(+0.05%)                             |
| 11-08-2020                                                                                   | 11-08-2020 |  |                                                           | 84,737(+0.03%)                             |
| 12-08-2020                                                                                   | 12-08-2020 |  |                                                           | 84,756(+0.02%)                             |
| 13-08-2020                                                                                   | 13-08-2020 |  |                                                           | 84,786(+0.04%)                             |
| 14-08-2020                                                                                   | 14-08-2020 |  |                                                           | 84,808(+0.03%)                             |
| 15-08-2020                                                                                   | 15-08-2020 |  |                                                           | 84,827(+0.02%)                             |
| 16-08-2020                                                                                   | 16-08-2020 |  |                                                           | 84,849(+0.03%)                             |
| 17-08-2020                                                                                   | 17-08-2020 |  |                                                           | 84,871(+0.03%)                             |
| 18-08-2020                                                                                   | 18-08-2020 |  |                                                           | 84,888(+0.02%)                             |
| 19-08-2020                                                                                   | 19-08-2020 |  |                                                           | 84,895(+0.01%)                             |
| 20-08-2020                                                                                   | 20-08-2020 |  |                                                           | 84,917(+0.03%)                             |
| 21-08-2020                                                                                   | 21-08-2020 |  |                                                           | 84,939(+0.03%)                             |
| 22-08-2020                                                                                   | 22-08-2020 |  |                                                           | 84,951(+0.01%)                             |
| 23-08-2020                                                                                   | 23-08-2020 |  |                                                           | 84,967(+0.02%)                             |
| 24-08-2020                                                                                   | 24-08-2020 |  |                                                           | 84,981(+0.02%)                             |
| 25-08-2020                                                                                   | 25-08-2020 |  |                                                           | 84,996(+0.02%)                             |
| 26-08-2020                                                                                   | 26-08-2020 |  |                                                           | 85,004(+0.01%)                             |
| 27-08-2020                                                                                   | 27-08-2020 |  |                                                           | 85,013(+0.01%)                             |
| 28-08-2020                                                                                   | 28-08-2020 |  |                                                           | 85,022(+0.01%)                             |
| 29-08-2020                                                                                   | 29-08-2020 |  |                                                           | 85,031(+0.01%)                             |
| 30-08-2020                                                                                   | 30-08-2020 |  |                                                           | 85,048(+0.01%)                             |
| 31-08-2020                                                                                   | 31-08-2020 |  |                                                           | 85,058(+0.01%)                             |
| 01-09-2020                                                                                   | 01-09-2020 |  |                                                           | 85,066(<+0.01%)                            |
| 02-09-2020                                                                                   | 02-09-2020 |  |                                                           | 85,077(+0.01%)                             |
| 03-09-2020                                                                                   | 03-09-2020 |  |                                                           | 85,102(+0.03%)                             |
| 04-09-2020                                                                                   | 04-09-2020 |  |                                                           | 85,112(+0.01%)                             |
| 05-09-2020                                                                                   | 05-09-2020 |  |                                                           | 85,122(+0.01%)                             |
| 06-09-2020                                                                                   | 06-09-2020 |  |                                                           | 85,134(+0.01%)                             |
| 07-09-2020                                                                                   | 07-09-2020 |  |                                                           | 85,144(+0.01%)                             |
| 08-09-2020                                                                                   | 08-09-2020 |  |                                                           | 85,146(<+0.01%)                            |
| 09-09-2020                                                                                   | 09-09-2020 |  |                                                           | 85,153(<+0.01%)                            |
| 10-09-2020                                                                                   | 10-09-2020 |  |                                                           | 85,168(+0.02%)                             |
| 11-09-2020                                                                                   | 11-09-2020 |  |                                                           | 85,174(<+0.01%)                            |
| 12-09-2020                                                                                   | 12-09-2020 |  |                                                           | 85,184(+0.01%)                             |
| 13-09-2020                                                                                   | 13-09-2020 |  |                                                           | 85,194(+0.01%)                             |
| 14-09-2020                                                                                   | 14-09-2020 |  |                                                           | 85,202(<+0.01%)                            |
| 15-09-2020                                                                                   | 15-09-2020 |  |                                                           | 85,214(+0.01%)                             |
| 16-09-2020                                                                                   | 16-09-2020 |  |                                                           | 85,223(+0.01%)                             |
| 17-09-2020                                                                                   | 17-09-2020 |  |                                                           | 85,255(+0.04%)                             |
| 18-09-2020                                                                                   | 18-09-2020 |  |                                                           | 85,269(+0.02%)                             |
| 19-09-2020                                                                                   | 19-09-2020 |  |                                                           | 85,279(+0.01%)                             |
| 20-09-2020                                                                                   | 20-09-2020 |  |                                                           | 85,291(+0.01%)                             |
| 21-09-2020                                                                                   | 21-09-2020 |  |                                                           | 85,297(<+0.01%)                            |
| 22-09-2020                                                                                   | 22-09-2020 |  |                                                           | 85,307(+0.01%)                             |
| 23-09-2020                                                                                   | 23-09-2020 |  |                                                           | 85,314(<+0.01%)                            |
| 24-09-2020                                                                                   | 24-09-2020 |  |                                                           | 85,322(<+0.01%)                            |
| 25-09-2020                                                                                   | 25-09-2020 |  |                                                           | 85,337(+0.02%)                             |
| 26-09-2020                                                                                   | 26-09-2020 |  |                                                           | 85,351(+0.02%)                             |
| 27-09-2020                                                                                   | 27-09-2020 |  |                                                           | 85,372(+0.02%)                             |
| 28-09-2020                                                                                   | 28-09-2020 |  |                                                           | 85,384(+0.01%)                             |
| 29-09-2020                                                                                   | 29-09-2020 |  |                                                           | 85,403(+0.02%)                             |
| 30-09-2020                                                                                   | 30-09-2020 |  |                                                           | 85,414(+0.01%)                             |
| 01-10-2020                                                                                   | 01-10-2020 |  |                                                           | 85,424(+0.01%)                             |
| 02-10-2020                                                                                   | 02-10-2020 |  |                                                           | 85,434(+0.01%)                             |
| 03-10-2020                                                                                   | 03-10-2020 |  |                                                           | 85,450(+0.02%)                             |
| 04-10-2020                                                                                   | 04-10-2020 |  |                                                           | 85,470(+0.02%)                             |
| 05-10-2020                                                                                   | 05-10-2020 |  |                                                           | 85,482(+0.01%)                             |
| 06-10-2020                                                                                   | 06-10-2020 |  |                                                           | 85,489(<+0.01%)                            |
| 07-10-2020                                                                                   | 07-10-2020 |  |                                                           | 85,500(+0.01%)                             |
| 08-10-2020                                                                                   | 08-10-2020 |  |                                                           | 85,521(+0.02%)                             |
| 09-10-2020                                                                                   | 09-10-2020 |  |                                                           | 85,536(+0.02%)                             |
| 10-10-2020                                                                                   | 10-10-2020 |  |                                                           | 85,557(+0.02%)                             |
| 11-10-2020                                                                                   | 11-10-2020 |  |                                                           | 85,578(+0.02%)                             |
| 12-10-2020                                                                                   | 12-10-2020 |  |                                                           | 85,591(+0.02%)                             |
| 13-10-2020                                                                                   | 13-10-2020 |  |                                                           | 85,611(+0.02%)                             |
| 14-10-2020                                                                                   | 14-10-2020 |  |                                                           | 85,622(+0.01%)                             |
| 15-10-2020                                                                                   | 15-10-2020 |  |                                                           | 85,646(+0.03%)                             |
| 16-10-2020                                                                                   | 16-10-2020 |  |                                                           | 85,659(+0.02%)                             |
| 17-10-2020                                                                                   | 17-10-2020 |  |                                                           | 85,672(+0.02%)                             |
| 18-10-2020                                                                                   | 18-10-2020 |  |                                                           | 85,685(+0.02%)                             |
| 19-10-2020                                                                                   | 19-10-2020 |  |                                                           | 85,704(+0.02%)                             |
| 20-10-2020                                                                                   | 20-10-2020 |  |                                                           | 85,715(+0.01%)                             |
| 21-10-2020                                                                                   | 21-10-2020 |  |                                                           | 85,729(+0.02%)                             |
| 22-10-2020                                                                                   | 22-10-2020 |  |                                                           | 85,747(+0.02%)                             |
| 23-10-2020                                                                                   | 23-10-2020 |  |                                                           | 85,775(+0.03%)                             |
| 24-10-2020                                                                                   | 24-10-2020 |  |                                                           | 85,790(+0.02%)                             |
| 25-10-2020                                                                                   | 25-10-2020 |  |                                                           | 85,810(+0.02%)                             |
| 26-10-2020                                                                                   | 26-10-2020 |  |                                                           | 85,826(+0.02%)                             |
| 27-10-2020                                                                                   | 27-10-2020 |  |                                                           | 85,868(+0.05%)                             |
| 28-10-2020                                                                                   | 28-10-2020 |  |                                                           | 85,915(+0.05%)                             |
| 29-10-2020                                                                                   | 29-10-2020 |  |                                                           | 85,940(+0.03%)                             |
| 30-10-2020                                                                                   | 30-10-2020 |  |                                                           | 85,973(+0.04%)                             |
| 31-10-2020                                                                                   | 31-10-2020 |  |                                                           | 85,997(+0.03%)                             |
| 01-11-2020                                                                                   | 01-11-2020 |  |                                                           | 86,021(+0.03%)                             |
| 02-11-2020                                                                                   | 02-11-2020 |  |                                                           | 86,070(+0.06%)                             |
| 03-11-2020                                                                                   | 03-11-2020 |  |                                                           | 86,087(+0.02%)                             |
| 04-11-2020                                                                                   | 04-11-2020 |  |                                                           | 86,115(+0.03%)                             |
| 05-11-2020                                                                                   | 05-11-2020 |  |                                                           | 86,151(+0.04%)                             |
| 06-11-2020                                                                                   | 06-11-2020 |  |                                                           | 86,184(+0.04%)                             |
| 07-11-2020                                                                                   | 07-11-2020 |  |                                                           | 86,212(+0.03%)                             |
| 08-11-2020                                                                                   | 08-11-2020 |  |                                                           | 86,245(+0.04%)                             |
| 09-11-2020                                                                                   | 09-11-2020 |  |                                                           | 86,267(+0.03%)                             |
| 10-11-2020                                                                                   | 10-11-2020 |  |                                                           | 86,284(+0.02%)                             |
| 11-11-2020                                                                                   | 11-11-2020 |  |                                                           | 86,299(+0.02%)                             |
| 12-11-2020                                                                                   | 12-11-2020 |  |                                                           | 86,307(+0.01%)                             |
| 13-11-2020                                                                                   | 13-11-2020 |  |                                                           | 86,325(+0.02%)                             |
| 14-11-2020                                                                                   | 14-11-2020 |  |                                                           | 86,338(+0.02%)                             |
| 15-11-2020                                                                                   | 15-11-2020 |  |                                                           | 86,346(+0.01%)                             |
| 16-11-2020                                                                                   | 16-11-2020 |  |                                                           | 86,361(+0.02%)                             |
| 17-11-2020                                                                                   | 17-11-2020 |  |                                                           | 86,369(+0.01%)                             |
| 18-11-2020                                                                                   | 18-11-2020 |  |                                                           | 86,381(+0.01%)                             |
| 19-11-2020                                                                                   | 19-11-2020 |  |                                                           | 86,398(+0.02%)                             |
| 20-11-2020                                                                                   | 20-11-2020 |  |                                                           | 86,414(+0.02%)                             |
| 21-11-2020                                                                                   | 21-11-2020 |  |                                                           | 86,431(+0.02%)                             |
| 22-11-2020                                                                                   | 22-11-2020 |  |                                                           | 86,442(+0.01%)                             |
| 23-11-2020                                                                                   | 23-11-2020 |  |                                                           | 86,464(+0.03%)                             |
| 24-11-2020                                                                                   | 24-11-2020 |  |                                                           | 86,469(<+0.01%)                            |
| 25-11-2020                                                                                   | 25-11-2020 |  |                                                           | 86,490(+0.02%)                             |
| 26-11-2020                                                                                   | 26-11-2020 |  |                                                           | 86,495(<+0.01%)                            |
| 27-11-2020                                                                                   | 27-11-2020 |  |                                                           | 86,501(<+0.01%)                            |
| 28-11-2020                                                                                   | 28-11-2020 |  |                                                           | 86,512(+0.01%)                             |
| 29-11-2020                                                                                   | 29-11-2020 |  |                                                           | 86,530(+0.02%)                             |
| 30-11-2020                                                                                   | 30-11-2020 |  |                                                           | 86,542(+0.01%)                             |
| 01-12-2020                                                                                   | 01-12-2020 |  |                                                           | 86,551(+0.01%)                             |
| 02-12-2020                                                                                   | 02-12-2020 |  |                                                           | 86,567(+0.02%)                             |
| 03-12-2020                                                                                   | 03-12-2020 |  |                                                           | 86,584(+0.02%)                             |
| 04-12-2020                                                                                   | 04-12-2020 |  |                                                           | 86,601(+0.02%)                             |
| 05-12-2020                                                                                   | 05-12-2020 |  |                                                           | 86,619(+0.02%)                             |
| 06-12-2020                                                                                   | 06-12-2020 |  |                                                           | 86,634(+0.02%)                             |
| 07-12-2020                                                                                   | 07-12-2020 |  |                                                           | 86,646(+0.01%)                             |
| 08-12-2020                                                                                   | 08-12-2020 |  |                                                           | 86,661(+0.02%)                             |
| 09-12-2020                                                                                   | 09-12-2020 |  |                                                           | 86,673(+0.01%)                             |
| 10-12-2020                                                                                   | 10-12-2020 |  |                                                           | 86,688(+0.02%)                             |
| 11-12-2020                                                                                   | 11-12-2020 |  |                                                           | 86,701(+0.01%)                             |
| 12-12-2020                                                                                   | 12-12-2020 |  |                                                           | 86,725(+0.03%)                             |
| 13-12-2020                                                                                   | 13-12-2020 |  |                                                           | 86,741(+0.02%)                             |
| 14-12-2020                                                                                   | 14-12-2020 |  |                                                           | 86,758(+0.02%)                             |
| 15-12-2020                                                                                   | 15-12-2020 |  |                                                           | 86,770(+0.01%)                             |
| 16-12-2020                                                                                   | 16-12-2020 |  |                                                           | 86,777(<+0.01%)                            |
| 17-12-2020                                                                                   | 17-12-2020 |  |                                                           | 86,789(+0.01%)                             |
| 18-12-2020                                                                                   | 18-12-2020 |  |                                                           | 86,806(+0.02%)                             |
| 19-12-2020                                                                                   | 19-12-2020 |  |                                                           | 86,829(+0.03%)                             |
| 20-12-2020                                                                                   | 20-12-2020 |  |                                                           | 86,852(+0.03%)                             |
| 21-12-2020                                                                                   | 21-12-2020 |  |                                                           | 86,867(+0.02%)                             |
| 22-12-2020                                                                                   | 22-12-2020 |  |                                                           | 86,882(+0.02%)                             |
| 23-12-2020                                                                                   | 23-12-2020 |  |                                                           | 86,899(+0.02%)                             |
| 24-12-2020                                                                                   | 24-12-2020 |  |                                                           | 86,913(+0.02%)                             |
| 25-12-2020                                                                                   | 25-12-2020 |  |                                                           | 86,933(+0.02%)                             |
| 26-12-2020                                                                                   | 26-12-2020 |  |                                                           | 86,955(+0.03%)                             |
| 27-12-2020                                                                                   | 27-12-2020 |  |                                                           | 86,976(+0.02%)                             |
| 28-12-2020                                                                                   | 28-12-2020 |  |                                                           | 87,003(+0.03%)                             |
| 29-12-2020                                                                                   | 29-12-2020 |  |                                                           | 87,027(+0.03%)                             |
| 30-12-2020                                                                                   | 30-12-2020 |  |                                                           | 87,052(+0.03%)                             |
| 31-12-2020                                                                                   | 31-12-2020 |  |                                                           | 87,071(+0.02%)                             |
| 01-01-2021                                                                                   | 01-01-2021 |  |                                                           | 87,093(+0.03%)                             |
| 02-01-2021                                                                                   | 02-01-2021 |  |                                                           | 87,117(+0.03%)                             |
| 03-01-2021                                                                                   | 03-01-2021 |  |                                                           | 87,150(+0.04%)                             |
| 04-01-2021                                                                                   | 04-01-2021 |  |                                                           | 87,183(+0.04%)                             |
| 05-01-2021                                                                                   | 05-01-2021 |  |                                                           | 87,215(+0.04%)                             |
| 06-01-2021                                                                                   | 06-01-2021 |  |                                                           | 87,278(+0.07%)                             |
| 07-01-2021                                                                                   | 07-01-2021 |  |                                                           | 87,331(+0.06%)                             |
| 08-01-2021                                                                                   | 08-01-2021 |  |                                                           | 87,364(+0.04%)                             |
| 09-01-2021                                                                                   | 09-01-2021 |  |                                                           | 87,433(+0.08%)                             |
| 10-01-2021                                                                                   | 10-01-2021 |  |                                                           | 87,536(+0.12%)                             |
| 11-01-2021                                                                                   | 11-01-2021 |  |                                                           | 87,591(+0.06%)                             |
| 12-01-2021                                                                                   | 12-01-2021 |  |                                                           | 87,706(+0.13%)                             |
| 13-01-2021                                                                                   | 13-01-2021 |  |                                                           | 87,844(+0.16%)                             |
| 14-01-2021                                                                                   | 14-01-2021 |  |                                                           | 87,988(+0.16%)                             |
| 15-01-2021                                                                                   | 15-01-2021 |  |                                                           | 88,118(+0.15%)                             |
| 16-01-2021                                                                                   | 16-01-2021 |  |                                                           | 88,227(+0.12%)                             |
| 17-01-2021                                                                                   | 17-01-2021 |  |                                                           | 88,336(+0.12%)                             |
| 18-01-2021                                                                                   | 18-01-2021 |  |                                                           | 88,454(+0.13%)                             |
| 19-01-2021                                                                                   | 19-01-2021 |  |                                                           | 88,557(+0.12%)                             |
| 20-01-2021                                                                                   | 20-01-2021 |  |                                                           | 88,701(+0.16%)                             |
| 21-01-2021                                                                                   | 21-01-2021 |  |                                                           | 88,804(+0.12%)                             |
| 22-01-2021                                                                                   | 22-01-2021 |  |                                                           | 88,911(+0.12%)                             |
| 23-01-2021                                                                                   | 23-01-2021 |  |                                                           | 88,991(+0.09%)                             |
| 24-01-2021                                                                                   | 24-01-2021 |  |                                                           | 89,115(+0.14%)                             |
| 25-01-2021                                                                                   | 25-01-2021 |  |                                                           | 89,197(+0.09%)                             |
| 26-01-2021                                                                                   | 26-01-2021 |  |                                                           | 89,272(+0.08%)                             |
| 27-01-2021                                                                                   | 27-01-2021 |  |                                                           | 89,326(+0.06%)                             |
| 28-01-2021                                                                                   | 28-01-2021 |  |                                                           | 89,378(+0.06%)                             |
| 29-01-2021                                                                                   | 29-01-2021 |  |                                                           | 89,430(+0.06%)                             |
| 30-01-2021                                                                                   | 30-01-2021 |  |                                                           | 89,522(+0.10%)                             |
| 31-01-2021                                                                                   | 31-01-2021 |  |                                                           | 89,564(+0.05%)                             |
| 01-02-2021                                                                                   | 01-02-2021 |  |                                                           | 89,594(+0.03%)                             |
| 02-02-2021                                                                                   | 02-02-2021 |  |                                                           | 89,619(+0.03%)                             |
| 03-02-2021                                                                                   | 03-02-2021 |  |                                                           | 89,649(+0.03%)                             |
| 04-02-2021                                                                                   | 04-02-2021 |  |                                                           | 89,669(+0.02%)                             |
| 05-02-2021                                                                                   | 05-02-2021 |  |                                                           | 89,681(+0.01%)                             |
| 06-02-2021                                                                                   | 06-02-2021 |  |                                                           | 89,692(+0.01%)                             |
| 07-02-2021                                                                                   | 07-02-2021 |  |                                                           | 89,706(+0.02%)                             |
| 08-02-2021                                                                                   | 08-02-2021 |  |                                                           | 89,720(+0.02%)                             |
| 09-02-2021                                                                                   | 09-02-2021 |  |                                                           | 89,734(+0.02%)                             |
| 10-02-2021                                                                                   | 10-02-2021 |  |                                                           | 89,736(<+0.01%)                            |
| 11-02-2021                                                                                   | 11-02-2021 |  |                                                           | 89,748(+0.01%)                             |
| 12-02-2021                                                                                   | 12-02-2021 |  |                                                           | 89,756(<+0.01%)                            |
| 13-02-2021                                                                                   | 13-02-2021 |  |                                                           | 89,763(<+0.01%)                            |
| 14-02-2021                                                                                   | 14-02-2021 |  |                                                           | 89,772(+0.01%)                             |
| 15-02-2021                                                                                   | 15-02-2021 |  |                                                           | 89,788(+0.02%)                             |
| 16-02-2021                                                                                   | 16-02-2021 |  |                                                           | 89,795(<+0.01%)                            |
| 17-02-2021                                                                                   | 17-02-2021 |  |                                                           | 89,806(+0.01%)                             |
| 18-02-2021                                                                                   | 18-02-2021 |  |                                                           | 89,816(+0.01%)                             |
| 19-02-2021                                                                                   | 19-02-2021 |  |                                                           | 89,824(<+0.01%)                            |
| 20-02-2021                                                                                   | 20-02-2021 |  |                                                           | 89,831(<+0.01%)                            |
| 21-02-2021                                                                                   | 21-02-2021 |  |                                                           | 89,842(+0.01%)                             |
| 22-02-2021                                                                                   | 22-02-2021 |  |                                                           | 89,852(+0.01%)                             |
| 23-02-2021                                                                                   | 23-02-2021 |  |                                                           | 89,864(+0.01%)                             |
| 24-02-2021                                                                                   | 24-02-2021 |  |                                                           | 89,871(<+0.01%)                            |
| 25-02-2021                                                                                   | 25-02-2021 |  |                                                           | 89,877(<+0.01%)                            |
| 26-02-2021                                                                                   | 26-02-2021 |  |                                                           | 89,887(+0.01%)                             |
| 27-02-2021                                                                                   | 27-02-2021 |  |                                                           | 89,893(<+0.01%)                            |
| 28-02-2021                                                                                   | 28-02-2021 |  |                                                           | 89,912(+0.02%)                             |
| 01-03-2021                                                                                   | 01-03-2021 |  |                                                           | 89,923(+0.01%)                             |
| 02-03-2021                                                                                   | 02-03-2021 |  |                                                           | 89,933(+0.01%)                             |
| 03-03-2021                                                                                   | 03-03-2021 |  |                                                           | 89,943(+0.01%)                             |
| 04-03-2021                                                                                   | 04-03-2021 |  |                                                           | 89,952(+0.01%)                             |
| 05-03-2021                                                                                   | 05-03-2021 |  |                                                           | 89,962(+0.01%)                             |
| 06-03-2021                                                                                   | 06-03-2021 |  |                                                           | 89,975(+0.01%)                             |
| 07-03-2021                                                                                   | 07-03-2021 |  |                                                           | 89,994(+0.02%)                             |
| 08-03-2021                                                                                   | 08-03-2021 |  |                                                           | 90,002(<+0.01%)                            |
| 09-03-2021                                                                                   | 09-03-2021 |  |                                                           | 90,007(<+0.01%)                            |
| 10-03-2021                                                                                   | 10-03-2021 |  |                                                           | 90,018(+0.01%)                             |
| 11-03-2021                                                                                   | 11-03-2021 |  |                                                           | 90,027(<+0.01%)                            |
| 12-03-2021                                                                                   | 12-03-2021 |  |                                                           | 90,034(<+0.01%)                            |
| 13-03-2021                                                                                   | 13-03-2021 |  |                                                           | 90,044(+0.01%)                             |
| 14-03-2021                                                                                   | 14-03-2021 |  |                                                           | 90,049(<+0.01%)                            |
| 15-03-2021                                                                                   | 15-03-2021 |  |                                                           | 90,062(+0.01%)                             |
| 16-03-2021                                                                                   | 16-03-2021 |  |                                                           | 90,066(<+0.01%)                            |
| 17-03-2021                                                                                   | 17-03-2021 |  |                                                           | 90,072(<+0.01%)                            |
| 18-03-2021                                                                                   | 18-03-2021 |  |                                                           | 90,083(+0.01%)                             |
| 19-03-2021                                                                                   | 19-03-2021 |  |                                                           | 90,087(<+0.01%)                            |
| 20-03-2021                                                                                   | 20-03-2021 |  |                                                           | 90,099(+0.01%)                             |
| 21-03-2021                                                                                   | 21-03-2021 |  |                                                           | 90,106(<+0.01%)                            |
| 22-03-2021                                                                                   | 22-03-2021 |  |                                                           | 90,115(<+0.01%)                            |
| 23-03-2021                                                                                   | 23-03-2021 |  |                                                           | 90,125(+0.01%)                             |
| 24-03-2021                                                                                   | 24-03-2021 |  |                                                           | 90,136(+0.01%)                             |
| 25-03-2021                                                                                   | 25-03-2021 |  |                                                           | 90,147(+0.01%)                             |
| 26-03-2021                                                                                   | 26-03-2021 |  |                                                           | 90,159(+0.01%)                             |
| 27-03-2021                                                                                   | 27-03-2021 |  |                                                           | 90,167(<+0.01%)                            |
| 28-03-2021                                                                                   | 28-03-2021 |  |                                                           | 90,182(+0.02%)                             |
| 29-03-2021                                                                                   | 29-03-2021 |  |                                                           | 90,190(<+0.01%)                            |
| 30-03-2021                                                                                   | 30-03-2021 |  |                                                           | 90,201(+0.01%)                             |
| 31-03-2021                                                                                   | 31-03-2021 |  |                                                           | 90,217(+0.02%)                             |
| 01-04-2021                                                                                   | 01-04-2021 |  |                                                           | 90,226(<+0.01%)                            |
| 02-04-2021                                                                                   | 02-04-2021 |  |                                                           | 90,252(+0.03%)                             |
| 03-04-2021                                                                                   | 03-04-2021 |  |                                                           | 90,273(+0.02%)                             |
| 04-04-2021                                                                                   | 04-04-2021 |  |                                                           | 90,305(+0.04%)                             |
| 05-04-2021                                                                                   | 05-04-2021 |  |                                                           | 90,329(+0.03%)                             |
| 06-04-2021                                                                                   | 06-04-2021 |  |                                                           | 90,341(+0.01%)                             |
| 07-04-2021                                                                                   | 07-04-2021 |  |                                                           | 90,365(+0.03%)                             |
| 08-04-2021                                                                                   | 08-04-2021 |  |                                                           | 90,386(+0.02%)                             |
| 09-04-2021                                                                                   | 09-04-2021 |  |                                                           | 90,400(+0.02%)                             |
| 10-04-2021                                                                                   | 10-04-2021 |  |                                                           | 90,410(+0.01%)                             |
| 11-04-2021                                                                                   | 11-04-2021 |  |                                                           | 90,426(+0.02%)                             |
| 12-04-2021                                                                                   | 12-04-2021 |  |                                                           | 90,435(<+0.01%)                            |
| 13-04-2021                                                                                   | 13-04-2021 |  |                                                           | 90,447(+0.01%)                             |
| 14-04-2021                                                                                   | 14-04-2021 |  |                                                           | 90,457(+0.01%)                             |
| 15-04-2021                                                                                   | 15-04-2021 |  |                                                           | 90,468(+0.01%)                             |
| 16-04-2021                                                                                   | 16-04-2021 |  |                                                           | 90,483(+0.02%)                             |
| 17-04-2021                                                                                   | 17-04-2021 |  |                                                           | 90,499(+0.02%)                             |
| 18-04-2021                                                                                   | 18-04-2021 |  |                                                           | 90,510(+0.01%)                             |
| 19-04-2021                                                                                   | 19-04-2021 |  |                                                           | 90,520(+0.01%)                             |
| 20-04-2021                                                                                   | 20-04-2021 |  |                                                           | 90,541(+0.02%)                             |
| 21-04-2021                                                                                   | 21-04-2021 |  |                                                           | 90,547(<+0.01%)                            |
| 22-04-2021                                                                                   | 22-04-2021 |  |                                                           | 90,566(+0.02%)                             |
| 23-04-2021                                                                                   | 23-04-2021 |  |                                                           | 90,575(<+0.01%)                            |
| 24-04-2021                                                                                   | 24-04-2021 |  |                                                           | 90,588(+0.01%)                             |
| 25-04-2021                                                                                   | 25-04-2021 |  |                                                           | 90,599(+0.01%)                             |
| 26-04-2021                                                                                   | 26-04-2021 |  |                                                           | 90,610(+0.01%)                             |
| 27-04-2021                                                                                   | 27-04-2021 |  |                                                           | 90,622(+0.01%)                             |
| 28-04-2021                                                                                   | 28-04-2021 |  |                                                           | 90,642(+0.02%)                             |
| 29-04-2021                                                                                   | 29-04-2021 |  |                                                           | 90,655(+0.01%)                             |
| 30-04-2021                                                                                   | 30-04-2021 |  |                                                           | 90,671(+0.02%)                             |
| 01-05-2021                                                                                   | 01-05-2021 |  |                                                           | 90,686(+0.02%)                             |
| 02-05-2021                                                                                   | 02-05-2021 |  |                                                           | 90,697(+0.01%)                             |
| 03-05-2021                                                                                   | 03-05-2021 |  |                                                           | 90,714(+0.02%)                             |
| 04-05-2021                                                                                   | 04-05-2021 |  |                                                           | 90,721(<+0.01%)                            |
| 05-05-2021                                                                                   | 05-05-2021 |  |                                                           | 90,726(<+0.01%)                            |
| 06-05-2021                                                                                   | 06-05-2021 |  |                                                           | 90,739(+0.01%)                             |
| 07-05-2021                                                                                   | 07-05-2021 |  |                                                           | 90,746(<+0.01%)                            |
| 08-05-2021                                                                                   | 08-05-2021 |  |                                                           | 90,758(+0.01%)                             |
| 09-05-2021                                                                                   | 09-05-2021 |  |                                                           | 90,769(+0.01%)                             |
| 10-05-2021                                                                                   | 10-05-2021 |  |                                                           | 90,783(+0.02%)                             |
| 11-05-2021                                                                                   | 11-05-2021 |  |                                                           | 90,799(+0.02%)                             |
| 12-05-2021                                                                                   | 12-05-2021 |  |                                                           | 90,808(<+0.01%)                            |
| 13-05-2021                                                                                   | 13-05-2021 |  |                                                           | 90,815(<+0.01%)                            |
| 14-05-2021                                                                                   | 14-05-2021 |  |                                                           | 90,829(+0.02%)                             |
| 15-05-2021                                                                                   | 15-05-2021 |  |                                                           | 90,847(+0.02%)                             |
| 16-05-2021                                                                                   | 16-05-2021 |  |                                                           | 90,872(+0.03%)                             |
| 17-05-2021                                                                                   | 17-05-2021 |  |                                                           | 90,894(+0.02%)                             |
| 18-05-2021                                                                                   | 18-05-2021 |  |                                                           | 90,908(+0.02%)                             |
| 19-05-2021                                                                                   | 19-05-2021 |  |                                                           | 90,920(+0.01%)                             |
| 20-05-2021                                                                                   | 20-05-2021 |  |                                                           | 90,944(+0.03%)                             |
| 21-05-2021                                                                                   | 21-05-2021 |  |                                                           | 90,954(+0.01%)                             |
| 22-05-2021                                                                                   | 22-05-2021 |  |                                                           | 90,973(+0.02%)                             |
| 23-05-2021                                                                                   | 23-05-2021 |  |                                                           | 90,991(+0.02%)                             |
| 24-05-2021                                                                                   | 24-05-2021 |  |                                                           | 91,006(+0.02%)                             |
| 25-05-2021                                                                                   | 25-05-2021 |  |                                                           | 91,019(+0.01%)                             |
| 26-05-2021                                                                                   | 26-05-2021 |  |                                                           | 91,038(+0.02%)                             |
| 27-05-2021                                                                                   | 27-05-2021 |  |                                                           | 91,045(<+0.01%)                            |
| 28-05-2021                                                                                   | 28-05-2021 |  |                                                           | 91,061(+0.02%)                             |
| 29-05-2021                                                                                   | 29-05-2021 |  |                                                           | 91,072(+0.01%)                             |
| 30-05-2021                                                                                   | 30-05-2021 |  |                                                           | 91,099(+0.03%)                             |
| 31-05-2021                                                                                   | 31-05-2021 |  |                                                           | 91,122(+0.03%)                             |
| 01-06-2021                                                                                   | 01-06-2021 |  |                                                           | 91,146(+0.03%)                             |
| 02-06-2021                                                                                   | 02-06-2021 |  |                                                           | 91,170(+0.03%)                             |
| 03-06-2021                                                                                   | 03-06-2021 |  |                                                           | 91,194(+0.03%)                             |
| 04-06-2021                                                                                   | 04-06-2021 |  |                                                           | 91,218(+0.03%)                             |
| 05-06-2021                                                                                   | 05-06-2021 |  |                                                           | 91,248(+0.03%)                             |
| 06-06-2021                                                                                   | 06-06-2021 |  |                                                           | 91,267(+0.02%)                             |
| 07-06-2021                                                                                   | 07-06-2021 |  |                                                           | 91,300(+0.04%)                             |
| 08-06-2021                                                                                   | 08-06-2021 |  |                                                           | 91,316(+0.02%)                             |
| 09-06-2021                                                                                   | 09-06-2021 |  |                                                           | 91,337(+0.02%)                             |
| 10-06-2021                                                                                   | 10-06-2021 |  |                                                           | 91,359(+0.02%)                             |
| 11-06-2021                                                                                   | 11-06-2021 |  |                                                           | 91,394(+0.04%)                             |
| 12-06-2021                                                                                   | 12-06-2021 |  |                                                           | 91,428(+0.04%)                             |
| 13-06-2021                                                                                   | 13-06-2021 |  |                                                           | 91,451(+0.03%)                             |
| 14-06-2021                                                                                   | 14-06-2021 |  |                                                           | 91,471(+0.02%)                             |
| 15-06-2021                                                                                   | 15-06-2021 |  |                                                           | 91,492(+0.02%)                             |
| 16-06-2021                                                                                   | 16-06-2021 |  |                                                           | 91,511(+0.02%)                             |
| 17-06-2021                                                                                   | 17-06-2021 |  |                                                           | 91,534(+0.03%)                             |
| 18-06-2021                                                                                   | 18-06-2021 |  |                                                           | 91,564(+0.03%)                             |
| 19-06-2021                                                                                   | 19-06-2021 |  |                                                           | 91,587(+0.03%)                             |
| 20-06-2021                                                                                   | 20-06-2021 |  |                                                           | 91,604(+0.02%)                             |
| 21-06-2021                                                                                   | 21-06-2021 |  |                                                           | 91,629(+0.03%)                             |
| 22-06-2021                                                                                   | 22-06-2021 |  |                                                           | 91,653(+0.03%)                             |
| 23-06-2021                                                                                   | 23-06-2021 |  |                                                           | 91,669(+0.02%)                             |
| 24-06-2021                                                                                   | 24-06-2021 |  |                                                           | 91,693(+0.03%)                             |
| 25-06-2021                                                                                   | 25-06-2021 |  |                                                           | 91,718(+0.03%)                             |
| 26-06-2021                                                                                   | 26-06-2021 |  |                                                           | 91,732(+0.02%)                             |
| 27-06-2021                                                                                   | 27-06-2021 |  |                                                           | 91,753(+0.02%)                             |
| 28-06-2021                                                                                   | 28-06-2021 |  |                                                           | 91,771(+0.02%)                             |
| 29-06-2021                                                                                   | 29-06-2021 |  |                                                           | 91,780(<+0.01%)                            |
| 30-06-2021                                                                                   | 30-06-2021 |  |                                                           | 91,792(+0.01%)                             |
| 01-07-2021                                                                                   | 01-07-2021 |  |                                                           | 91,810(+0.02%)                             |
| 02-07-2021                                                                                   | 02-07-2021 |  |                                                           | 91,833(+0.03%)                             |
| 03-07-2021                                                                                   | 03-07-2021 |  |                                                           | 91,847(+0.02%)                             |
| 04-07-2021                                                                                   | 04-07-2021 |  |                                                           | 91,869(+0.02%)                             |
| 05-07-2021                                                                                   | 05-07-2021 |  |                                                           | 91,892(+0.03%)                             |
| 06-07-2021                                                                                   | 06-07-2021 |  |                                                           | 91,949(+0.06%)                             |
| 07-07-2021                                                                                   | 07-07-2021 |  |                                                           | 91,966(+0.02%)                             |
| 08-07-2021                                                                                   | 08-07-2021 |  |                                                           | 91,989(+0.03%)                             |
| 09-07-2021                                                                                   | 09-07-2021 |  |                                                           | 92,015(+0.03%)                             |
| 10-07-2021                                                                                   | 10-07-2021 |  |                                                           | 92,039(+0.03%)                             |
| 11-07-2021                                                                                   | 11-07-2021 |  |                                                           | 92,066(+0.03%)                             |
| 12-07-2021                                                                                   | 12-07-2021 |  |                                                           | 92,095(+0.03%)                             |
| 13-07-2021                                                                                   | 13-07-2021 |  |                                                           | 92,119(+0.03%)                             |
| 14-07-2021                                                                                   | 14-07-2021 |  |                                                           | 92,147(+0.03%)                             |
| 15-07-2021                                                                                   | 15-07-2021 |  |                                                           | 92,183(+0.04%)                             |
| 16-07-2021                                                                                   | 16-07-2021 |  |                                                           | 92,213(+0.03%)                             |
| 17-07-2021                                                                                   | 17-07-2021 |  |                                                           | 92,246(+0.04%)                             |
| 18-07-2021                                                                                   | 18-07-2021 |  |                                                           | 92,277(+0.03%)                             |
| 19-07-2021                                                                                   | 19-07-2021 |  |                                                           | 92,342(+0.07%)                             |
| 20-07-2021                                                                                   | 20-07-2021 |  |                                                           | 92,364(+0.02%)                             |
| 21-07-2021                                                                                   | 21-07-2021 |  |                                                           | 92,414(+0.05%)                             |
| 22-07-2021                                                                                   | 22-07-2021 |  |                                                           | 92,462(+0.05%)                             |
| 23-07-2021                                                                                   | 23-07-2021 |  |                                                           | 92,497(+0.04%)                             |
| 24-07-2021                                                                                   | 24-07-2021 |  |                                                           | 92,529(+0.03%)                             |
| 25-07-2021                                                                                   | 25-07-2021 |  |                                                           | 92,605(+0.08%)                             |
| 26-07-2021                                                                                   | 26-07-2021 |  |                                                           | 92,676(+0.08%)                             |
| 27-07-2021                                                                                   | 27-07-2021 |  |                                                           | 92,762(+0.09%)                             |
| 28-07-2021                                                                                   | 28-07-2021 |  |                                                           | 92,811(+0.05%)                             |
| 29-07-2021                                                                                   | 29-07-2021 |  |                                                           | 92,875(+0.07%)                             |
| 30-07-2021                                                                                   | 30-07-2021 |  |                                                           | 92,930(+0.06%)                             |
| 31-07-2021                                                                                   | 31-07-2021 |  |                                                           | 93,005(+0.08%)                             |
| 01-08-2021                                                                                   | 01-08-2021 |  |                                                           | 93,103(+0.11%)                             |
| 02-08-2021                                                                                   | 02-08-2021 |  |                                                           | 93,193(+0.10%)                             |
| 03-08-2021                                                                                   | 03-08-2021 |  |                                                           | 93,289(+0.10%)                             |
| 04-08-2021                                                                                   | 04-08-2021 |  |                                                           | 93,374(+0.09%)                             |
| 05-08-2021                                                                                   | 05-08-2021 |  |                                                           | 93,498(+0.13%)                             |
| 06-08-2021                                                                                   | 06-08-2021 |  |                                                           | 93,605(+0.11%)                             |
| 07-08-2021                                                                                   | 07-08-2021 |  |                                                           | 93,701(+0.10%)                             |
| 08-08-2021                                                                                   | 08-08-2021 |  |                                                           | 93,826(+0.13%)                             |
| 09-08-2021                                                                                   | 09-08-2021 |  |                                                           | 93,969(+0.15%)                             |
| 10-08-2021                                                                                   | 10-08-2021 |  |                                                           | 94,080(+0.12%)                             |
| 11-08-2021                                                                                   | 11-08-2021 |  |                                                           | 94,161(+0.09%)                             |
| 12-08-2021                                                                                   | 12-08-2021 |  |                                                           | 94,260(+0.11%)                             |
| 13-08-2021                                                                                   | 13-08-2021 |  |                                                           | 94,326(+0.07%)                             |
| 14-08-2021                                                                                   | 14-08-2021 |  |                                                           | 94,379(+0.06%)                             |
| 15-08-2021                                                                                   | 15-08-2021 |  |                                                           | 94,430(+0.05%)                             |
| 16-08-2021                                                                                   | 16-08-2021 |  |                                                           | 94,472(+0.04%)                             |
| 17-08-2021                                                                                   | 17-08-2021 |  |                                                           | 94,500(+0.03%)                             |
| 18-08-2021                                                                                   | 18-08-2021 |  |                                                           | 94,546(+0.05%)                             |
| 19-08-2021                                                                                   | 19-08-2021 |  |                                                           | 94,579(+0.03%)                             |
| 20-08-2021                                                                                   | 20-08-2021 |  |                                                           | 94,599(+0.02%)                             |
| 21-08-2021                                                                                   | 21-08-2021 |  |                                                           | 94,631(+0.03%)                             |
| 22-08-2021                                                                                   | 22-08-2021 |  |                                                           | 94,652(+0.02%)                             |
| 23-08-2021                                                                                   | 23-08-2021 |  |                                                           | 94,687(+0.04%)                             |
| 24-08-2021                                                                                   | 24-08-2021 |  |                                                           | 94,707(+0.02%)                             |
| 25-08-2021                                                                                   | 25-08-2021 |  |                                                           | 94,733(+0.03%)                             |
| 26-08-2021                                                                                   | 26-08-2021 |  |                                                           | 94,765(+0.03%)                             |
| 27-08-2021                                                                                   | 27-08-2021 |  |                                                           | 94,786(+0.02%)                             |
| 28-08-2021                                                                                   | 28-08-2021 |  |                                                           | 94,819(+0.03%)                             |
| 29-08-2021                                                                                   | 29-08-2021 |  |                                                           | 94,842(+0.02%)                             |
| 30-08-2021                                                                                   | 30-08-2021 |  |                                                           | 94,879(+0.04%)                             |
| 31-08-2021                                                                                   | 31-08-2021 |  |                                                           | 94,898(+0.02%)                             |
| 01-09-2021                                                                                   | 01-09-2021 |  |                                                           | 94,926(+0.03%)                             |
| 02-09-2021                                                                                   | 02-09-2021 |  |                                                           | 94,954(+0.03%)                             |
| 03-09-2021                                                                                   | 03-09-2021 |  |                                                           | 94,982(+0.03%)                             |
| 04-09-2021                                                                                   | 04-09-2021 |  |                                                           | 95,010(+0.03%)                             |
| 05-09-2021                                                                                   | 05-09-2021 |  |                                                           | 95,028(+0.02%)                             |
| 06-09-2021                                                                                   | 06-09-2021 |  |                                                           | 95,064(+0.04%)                             |
| 07-09-2021                                                                                   | 07-09-2021 |  |                                                           | 95,083(+0.02%)                             |
| 08-09-2021                                                                                   | 08-09-2021 |  |                                                           | 95,111(+0.03%)                             |
| 09-09-2021                                                                                   | 09-09-2021 |  |                                                           | 95,128(+0.02%)                             |
| 10-09-2021                                                                                   | 10-09-2021 |  |                                                           | 95,153(+0.03%)                             |
| 11-09-2021                                                                                   | 11-09-2021 |  |                                                           | 95,199(+0.05%)                             |
| 12-09-2021                                                                                   | 12-09-2021 |  |                                                           | 95,248(+0.05%)                             |
| 13-09-2021                                                                                   | 13-09-2021 |  |                                                           | 95,340(+0.10%)                             |
| 14-09-2021                                                                                   | 14-09-2021 |  |                                                           | 95,413(+0.08%)                             |
| 15-09-2021                                                                                   | 15-09-2021 |  |                                                           | 95,493(+0.08%)                             |
| 16-09-2021                                                                                   | 16-09-2021 |  |                                                           | 95,577(+0.09%)                             |
| 17-09-2021                                                                                   | 17-09-2021 |  |                                                           | 95,623(+0.05%)                             |
| 18-09-2021                                                                                   | 18-09-2021 |  |                                                           | 95,689(+0.07%)                             |
| 19-09-2021                                                                                   | 19-09-2021 |  |                                                           | 95,738(+0.05%)                             |
| 20-09-2021                                                                                   | 20-09-2021 |  |                                                           | 95,810(+0.08%)                             |
| 21-09-2021                                                                                   | 21-09-2021 |  |                                                           | 95,851(+0.04%)                             |
| 22-09-2021                                                                                   | 22-09-2021 |  |                                                           | 95,894(+0.04%)                             |
| 23-09-2021                                                                                   | 23-09-2021 |  |                                                           | 95,948(+0.06%)                             |
| 24-09-2021                                                                                   | 24-09-2021 |  |                                                           | 95,986(+0.04%)                             |
| 25-09-2021                                                                                   | 25-09-2021 |  |                                                           | 96,015(+0.03%)                             |
| 26-09-2021                                                                                   | 26-09-2021 |  |                                                           | 96,050(+0.04%)                             |
| 27-09-2021                                                                                   | 27-09-2021 |  |                                                           | 96,081(+0.03%)                             |
| 28-09-2021                                                                                   | 28-09-2021 |  |                                                           | 96,106(+0.03%)                             |
| 29-09-2021                                                                                   | 29-09-2021 |  |                                                           | 96,128(+0.02%)                             |
| 30-09-2021                                                                                   | 30-09-2021 |  |                                                           | 96,162(+0.04%)                             |
| 01-10-2021                                                                                   | 01-10-2021 |  |                                                           | 96,203(+0.04%)                             |
| 02-10-2021                                                                                   | 02-10-2021 |  |                                                           | 96,231(+0.03%)                             |
| 03-10-2021                                                                                   | 03-10-2021 |  |                                                           | 96,258(+0.03%)                             |
| 04-10-2021                                                                                   | 04-10-2021 |  |                                                           | 96,284(+0.03%)                             |
| 05-10-2021                                                                                   | 05-10-2021 |  |                                                           | 96,310(+0.03%)                             |
| 06-10-2021                                                                                   | 06-10-2021 |  |                                                           | 96,335(+0.03%)                             |
| 07-10-2021                                                                                   | 07-10-2021 |  |                                                           | 96,357(+0.02%)                             |
| 08-10-2021                                                                                   | 08-10-2021 |  |                                                           | 96,374(+0.02%)                             |
| 09-10-2021                                                                                   | 09-10-2021 |  |                                                           | 96,398(+0.02%)                             |
| 10-10-2021                                                                                   | 10-10-2021 |  |                                                           | 96,423(+0.03%)                             |
| 11-10-2021                                                                                   | 11-10-2021 |  |                                                           | 96,435(+0.01%)                             |
| 12-10-2021                                                                                   | 12-10-2021 |  |                                                           | 96,457(+0.02%)                             |
| 13-10-2021                                                                                   | 13-10-2021 |  |                                                           | 96,478(+0.02%)                             |
| 14-10-2021                                                                                   | 14-10-2021 |  |                                                           | 96,488(+0.01%)                             |
| 15-10-2021                                                                                   | 15-10-2021 |  |                                                           | 96,502(+0.01%)                             |
| 16-10-2021                                                                                   | 16-10-2021 |  |                                                           | 96,522(+0.02%)                             |
| 17-10-2021                                                                                   | 17-10-2021 |  |                                                           | 96,546(+0.02%)                             |
| 18-10-2021                                                                                   | 18-10-2021 |  |                                                           | 96,571(+0.03%)                             |
| 19-10-2021                                                                                   | 19-10-2021 |  |                                                           | 96,601(+0.03%)                             |
| 20-10-2021                                                                                   | 20-10-2021 |  |                                                           | 96,622(+0.02%)                             |
| 21-10-2021                                                                                   | 21-10-2021 |  |                                                           | 96,665(+0.04%)                             |
| 22-10-2021                                                                                   | 22-10-2021 |  |                                                           | 96,715(+0.05%)                             |
| 23-10-2021                                                                                   | 23-10-2021 |  |                                                           | 96,758(+0.04%)                             |
| 24-10-2021                                                                                   | 24-10-2021 |  |                                                           | 96,797(+0.04%)                             |
| 25-10-2021                                                                                   | 25-10-2021 |  |                                                           | 96,840(+0.04%)                             |
| 26-10-2021                                                                                   | 26-10-2021 |  |                                                           | 96,899(+0.06%)                             |
| 27-10-2021                                                                                   | 27-10-2021 |  |                                                           | 96,938(+0.04%)                             |
| 28-10-2021                                                                                   | 28-10-2021 |  |                                                           | 97,002(+0.07%)                             |
| 29-10-2021                                                                                   | 29-10-2021 |  |                                                           | 97,080(+0.08%)                             |
| 30-10-2021                                                                                   | 30-10-2021 |  |                                                           | 97,151(+0.07%)                             |
| 31-10-2021                                                                                   | 31-10-2021 |  |                                                           | 97,243(+0.09%)                             |
| 01-11-2021                                                                                   | 01-11-2021 |  |                                                           | 97,314(+0.07%)                             |
| 02-11-2021                                                                                   | 02-11-2021 |  |                                                           | 97,423(+0.11%)                             |
| 03-11-2021                                                                                   | 03-11-2021 |  |                                                           | 97,527(+0.11%)                             |
| 04-11-2021                                                                                   | 04-11-2021 |  |                                                           | 97,605(+0.08%)                             |
| 05-11-2021                                                                                   | 05-11-2021 |  |                                                           | 97,660(+0.06%)                             |
| 06-11-2021                                                                                   | 06-11-2021 |  |                                                           | 97,734(+0.08%)                             |
| 07-11-2021                                                                                   | 07-11-2021 |  |                                                           | 97,823(+0.09%)                             |
| 08-11-2021                                                                                   | 08-11-2021 |  |                                                           | 97,885(+0.06%)                             |
| 09-11-2021                                                                                   | 09-11-2021 |  |                                                           | 97,939(+0.06%)                             |
| 10-11-2021                                                                                   | 10-11-2021 |  |                                                           | 98,001(+0.06%)                             |
| 11-11-2021                                                                                   | 11-11-2021 |  |                                                           | 98,099(+0.10%)                             |
| 12-11-2021                                                                                   | 12-11-2021 |  |                                                           | 98,174(+0.08%)                             |
| 13-11-2021                                                                                   | 13-11-2021 |  |                                                           | 98,263(+0.09%)                             |
| 14-11-2021                                                                                   | 14-11-2021 |  |                                                           | 98,315(+0.05%)                             |
| 15-11-2021                                                                                   | 15-11-2021 |  |                                                           | 98,337(+0.02%)                             |
| 16-11-2021                                                                                   | 16-11-2021 |  |                                                           | 98,368(+0.03%)                             |
| 17-11-2021                                                                                   | 17-11-2021 |  |                                                           | 98,403(+0.04%)                             |
| 18-11-2021                                                                                   | 18-11-2021 |  |                                                           | 98,427(+0.02%)                             |
| 19-11-2021                                                                                   | 19-11-2021 |  |                                                           | 98,450(+0.02%)                             |
| 20-11-2021                                                                                   | 20-11-2021 |  |                                                           | 98,467(+0.02%)                             |
| 21-11-2021                                                                                   | 21-11-2021 |  |                                                           | 98,505(+0.04%)                             |
| 22-11-2021                                                                                   | 22-11-2021 |  |                                                           | 98,524(+0.02%)                             |
| 23-11-2021                                                                                   | 23-11-2021 |  |                                                           | 98,546(+0.02%)                             |
| 24-11-2021                                                                                   | 24-11-2021 |  |                                                           | 98,570(+0.02%)                             |
| 25-11-2021                                                                                   | 25-11-2021 |  |                                                           | 98,583(+0.01%)                             |
| 26-11-2021                                                                                   | 26-11-2021 |  |                                                           | 98,608(+0.02%)                             |
| 27-11-2021                                                                                   | 27-11-2021 |  |                                                           | 98,631(+0.02%)                             |
| 28-11-2021                                                                                   | 28-11-2021 |  |                                                           | 98,672(+0.04%)                             |
| 29-11-2021                                                                                   | 29-11-2021 |  |                                                           | 98,711(+0.04%)                             |
| 30-11-2021                                                                                   | 30-11-2021 |  |                                                           | 98,824(+0.11%)                             |
| 01-12-2021                                                                                   | 01-12-2021 |  |                                                           | 98,897(+0.07%)                             |
| 02-12-2021                                                                                   | 02-12-2021 |  |                                                           | 98,993(+0.10%)                             |
| 03-12-2021                                                                                   | 03-12-2021 |  |                                                           | 99,083(+0.09%)                             |
| 04-12-2021                                                                                   | 04-12-2021 |  |                                                           | 99,142(+0.06%)                             |
| 05-12-2021                                                                                   | 05-12-2021 |  |                                                           | 99,203(+0.06%)                             |
| 06-12-2021                                                                                   | 06-12-2021 |  |                                                           | 99,297(+0.09%)                             |
| 07-12-2021                                                                                   | 07-12-2021 |  |                                                           | 99,371(+0.07%)                             |
| 08-12-2021                                                                                   | 08-12-2021 |  |                                                           | 99,454(+0.08%)                             |
| 09-12-2021                                                                                   | 09-12-2021 |  |                                                           | 99,517(+0.06%)                             |
| 10-12-2021                                                                                   | 10-12-2021 |  |                                                           | 99,604(+0.09%)                             |
| 11-12-2021                                                                                   | 11-12-2021 |  |                                                           | 99,679(+0.08%)                             |
| 12-12-2021                                                                                   | 12-12-2021 |  |                                                           | 99,780(+0.10%)                             |
| 13-12-2021                                                                                   | 13-12-2021 |  |                                                           | 99,856(+0.08%)                             |
| 14-12-2021                                                                                   | 14-12-2021 |  |                                                           | 99,923(+0.07%)                             |
| 15-12-2021                                                                                   | 15-12-2021 |  |                                                           | 100,000(+0.08%)                            |
| 16-12-2021                                                                                   | 16-12-2021 |  |                                                           | 100,076(+0.08%)                            |
| 17-12-2021                                                                                   | 17-12-2021 |  |                                                           | 100,201(+0.12%)                            |
| 18-12-2021                                                                                   | 18-12-2021 |  |                                                           | 100,284(+0.08%)                            |
| 19-12-2021                                                                                   | 19-12-2021 |  |                                                           | 100,386(+0.10%)                            |
| 20-12-2021                                                                                   | 20-12-2021 |  |                                                           | 100,467(+0.08%)                            |
| 21-12-2021                                                                                   | 21-12-2021 |  |                                                           | 100,544(+0.08%)                            |
| 22-12-2021                                                                                   | 22-12-2021 |  |                                                           | 100,644(+0.10%)                            |
| 23-12-2021                                                                                   | 23-12-2021 |  |                                                           | 100,731(+0.09%)                            |
| 24-12-2021                                                                                   | 24-12-2021 |  |                                                           | 100,871(+0.14%)                            |
| 25-12-2021                                                                                   | 25-12-2021 |  |                                                           | 101,077(+0.20%)                            |
| 26-12-2021                                                                                   | 26-12-2021 |  |                                                           | 101,277(+0.20%)                            |
| 27-12-2021                                                                                   | 27-12-2021 |  |                                                           | 101,486(+0.21%)                            |
| 28-12-2021                                                                                   | 28-12-2021 |  |                                                           | 101,683(+0.19%)                            |
| 29-12-2021                                                                                   | 29-12-2021 |  |                                                           | 101,890(+0.20%)                            |
| 30-12-2021                                                                                   | 30-12-2021 |  |                                                           | 102,083(+0.19%)                            |
| 31-12-2021                                                                                   | 31-12-2021 |  |                                                           | 102,314(+0.23%)                            |
| 01-01-2022                                                                                   | 01-01-2022 |  |                                                           | 102,505(+0.19%)                            |
| 02-01-2022                                                                                   | 02-01-2022 |  |                                                           | 102,666(+0.16%)                            |
| 03-01-2022                                                                                   | 03-01-2022 |  |                                                           | 102,841(+0.17%)                            |
| 04-01-2022                                                                                   | 04-01-2022 |  |                                                           | 102,932(+0.09%)                            |
| 05-01-2022                                                                                   | 05-01-2022 |  |                                                           | 103,121(+0.18%)                            |
| 06-01-2022                                                                                   | 06-01-2022 |  |                                                           | 103,295(+0.17%)                            |
| 07-01-2022                                                                                   | 07-01-2022 |  |                                                           | 103,454(+0.15%)                            |
| 08-01-2022                                                                                   | 08-01-2022 |  |                                                           | 103,619(+0.16%)                            |
| 09-01-2022                                                                                   | 09-01-2022 |  |                                                           | 103,776(+0.15%)                            |
| 10-01-2022                                                                                   | 10-01-2022 |  |                                                           | 103,968(+0.19%)                            |
| 11-01-2022                                                                                   | 11-01-2022 |  |                                                           | 104,189(+0.21%)                            |
| 12-01-2022                                                                                   | 12-01-2022 |  |                                                           | 104,379(+0.18%)                            |
| 13-01-2022                                                                                   | 13-01-2022 |  |                                                           | 104,580(+0.19%)                            |
| 14-01-2022                                                                                   | 14-01-2022 |  |                                                           | 104,745(+0.16%)                            |
| 15-01-2022                                                                                   | 15-01-2022 |  |                                                           | 104,864(+0.11%)                            |
| 16-01-2022                                                                                   | 16-01-2022 |  |                                                           | 105,087(+0.21%)                            |
| 17-01-2022                                                                                   | 17-01-2022 |  |                                                           | 105,258(+0.16%)                            |
| 18-01-2022                                                                                   | 18-01-2022 |  |                                                           | 105,345(+0.08%)                            |
| 19-01-2022                                                                                   | 19-01-2022 |  |                                                           | 105,411(+0.06%)                            |
| 20-01-2022                                                                                   | 20-01-2022 |  |                                                           | 105,484(+0.07%)                            |
| 21-01-2022                                                                                   | 21-01-2022 |  |                                                           | 105,547(+0.06%)                            |
| 22-01-2022                                                                                   | 22-01-2022 |  |                                                           | 105,603(+0.05%)                            |
| 23-01-2022                                                                                   | 23-01-2022 |  |                                                           | 105,660(+0.05%)                            |
| 24-01-2022                                                                                   | 24-01-2022 |  |                                                           | 105,705(+0.04%)                            |
| 25-01-2022                                                                                   | 25-01-2022 |  |                                                           | 105,749(+0.04%)                            |
| 26-01-2022                                                                                   | 26-01-2022 |  |                                                           | 105,811(+0.06%)                            |
| 27-01-2022                                                                                   | 27-01-2022 |  |                                                           | 105,875(+0.06%)                            |
| 28-01-2022                                                                                   | 28-01-2022 |  |                                                           | 105,934(+0.06%)                            |
| 29-01-2022                                                                                   | 29-01-2022 |  |                                                           | 106,015(+0.08%)                            |
| 30-01-2022                                                                                   | 30-01-2022 |  |                                                           | 106,073(+0.05%)                            |
| 31-01-2022                                                                                   | 31-01-2022 |  |                                                           | 106,139(+0.06%)                            |
| 01-02-2022                                                                                   | 01-02-2022 |  |                                                           | 106,202(+0.06%)                            |
| 02-02-2022                                                                                   | 02-02-2022 |  |                                                           | 106,241(+0.04%)                            |
| 03-02-2022                                                                                   | 03-02-2022 |  |                                                           | 106,270(+0.03%)                            |
| 04-02-2022                                                                                   | 04-02-2022 |  |                                                           | 106,297(+0.03%)                            |
| 05-02-2022                                                                                   | 05-02-2022 |  |                                                           | 106,340(+0.04%)                            |
| 06-02-2022                                                                                   | 06-02-2022 |  |                                                           | 106,419(+0.07%)                            |
| 07-02-2022                                                                                   | 07-02-2022 |  |                                                           | 106,524(+0.10%)                            |
| 08-02-2022                                                                                   | 08-02-2022 |  |                                                           | 106,634(+0.10%)                            |
| 09-02-2022                                                                                   | 09-02-2022 |  |                                                           | 106,663(+0.03%)                            |
| 10-02-2022                                                                                   | 10-02-2022 |  |                                                           | 106,764(+0.09%)                            |
| 11-02-2022                                                                                   | 11-02-2022 |  |                                                           | 106,863(+0.09%)                            |
| 12-02-2022                                                                                   | 12-02-2022 |  |                                                           | 106,930(+0.06%)                            |
| 13-02-2022                                                                                   | 13-02-2022 |  |                                                           | 107,014(+0.08%)                            |
| 14-02-2022                                                                                   | 14-02-2022 |  |                                                           | 107,094(+0.07%)                            |
| 15-02-2022                                                                                   | 15-02-2022 |  |                                                           | 107,196(+0.10%)                            |
| 16-02-2022                                                                                   | 16-02-2022 |  |                                                           | 107,288(+0.09%)                            |
| 17-02-2022                                                                                   | 17-02-2022 |  |                                                           | 107,375(+0.08%)                            |
| 18-02-2022                                                                                   | 18-02-2022 |  |                                                           | 107,512(+0.13%)                            |
| 19-02-2022                                                                                   | 19-02-2022 |  |                                                           | 107,707(+0.18%)                            |
| 20-02-2022                                                                                   | 20-02-2022 |  |                                                           | 107,851(+0.13%)                            |
| 21-02-2022                                                                                   | 21-02-2022 |  |                                                           | 107,989(+0.13%)                            |
| 22-02-2022                                                                                   | 22-02-2022 |  |                                                           | 108,194(+0.19%)                            |
| 23-02-2022                                                                                   | 23-02-2022 |  |                                                           | 108,380(+0.17%)                            |
| 24-02-2022                                                                                   | 24-02-2022 |  |                                                           | 108,604(+0.21%)                            |
| 25-02-2022                                                                                   | 25-02-2022 |  |                                                           | 108,853(+0.23%)                            |
| 26-02-2022                                                                                   | 26-02-2022 |  |                                                           | 109,092(+0.22%)                            |
| 27-02-2022                                                                                   | 27-02-2022 |  |                                                           | 109,326(+0.21%)                            |
| 28-02-2022                                                                                   | 28-02-2022 |  |                                                           | 109,526(+0.18%)                            |
| 01-03-2022                                                                                   | 01-03-2022 |  |                                                           | 109,750(+0.20%)                            |
| 02-03-2022                                                                                   | 02-03-2022 |  |                                                           | 109,964(+0.19%)                            |
| 03-03-2022                                                                                   | 03-03-2022 |  |                                                           | 110,258(+0.27%)                            |
| 04-03-2022                                                                                   | 04-03-2022 |  |                                                           | 110,539(+0.25%)                            |
| 05-03-2022                                                                                   | 05-03-2022 |  |                                                           | 110,868(+0.30%)                            |
| 06-03-2022                                                                                   | 06-03-2022 |  |                                                           | 111,195(+0.29%)                            |
| 07-03-2022                                                                                   | 07-03-2022 |  |                                                           | 111,520(+0.29%)                            |
| 08-03-2022                                                                                   | 08-03-2022 |  |                                                           | 111,857(+0.30%)                            |
| 09-03-2022                                                                                   | 09-03-2022 |  |                                                           | 112,385(+0.47%)                            |
| 10-03-2022                                                                                   | 10-03-2022 |  |                                                           | 112,940(+0.49%)                            |
| 11-03-2022                                                                                   | 11-03-2022 |  |                                                           | 113,528(+0.52%)                            |
| 12-03-2022                                                                                   | 12-03-2022 |  |                                                           | 115,466(+1.71%)                            |
| 13-03-2022                                                                                   | 13-03-2022 |  |                                                           | 116,902(+1.24%)                            |
| 14-03-2022                                                                                   | 14-03-2022 |  |                                                           | 120,504(+3.08%)                            |
| 15-03-2022                                                                                   | 15-03-2022 |  |                                                           | 122,456(+1.62%)                            |
| 16-03-2022                                                                                   | 16-03-2022 |  |                                                           | 123,773(+1.08%)                            |
| 17-03-2022                                                                                   | 17-03-2022 |  |                                                           | 126,234(+1.99%)                            |
| 18-03-2022                                                                                   | 18-03-2022 |  |                                                           | 128,462(+1.76%)                            |
| 19-03-2022                                                                                   | 19-03-2022 |  |                                                           | 130,199(+1.35%)                            |
| 20-03-2022                                                                                   | 20-03-2022 |  |                                                           | 132,226(+1.56%)                            |
| 21-03-2022                                                                                   | 21-03-2022 |  |                                                           | 134,564(+1.77%)                            |
| 22-03-2022                                                                                   | 22-03-2022 |  |                                                           | 137,231(+1.98%)                            |
| 23-03-2022                                                                                   | 23-03-2022 |  |                                                           | 139,285(+1.50%)                            |
| 24-03-2022                                                                                   | 24-03-2022 |  |                                                           | 140,651(+0.98%)                            |
| 25-03-2022                                                                                   | 25-03-2022 |  |                                                           | 141,986(+0.95%)                            |
| 26-03-2022                                                                                   | 26-03-2022 |  |                                                           | 143,240(+0.88%)                            |
| 27-03-2022                                                                                   | 27-03-2022 |  |                                                           | 144,515(+0.89%)                            |
| 28-03-2022                                                                                   | 28-03-2022 |  |                                                           | 145,808(+0.89%)                            |
| 29-03-2022                                                                                   | 29-03-2022 |  |                                                           | 147,437(+1.12%)                            |
| 30-03-2022                                                                                   | 30-03-2022 |  |                                                           | 149,276(+1.25%)                            |
| 31-03-2022                                                                                   | 31-03-2022 |  |                                                           | 151,103(+1.22%)                            |
| 01-04-2022                                                                                   | 01-04-2022 |  |                                                           | 153,232(+1.41%)                            |
| 02-04-2022                                                                                   | 02-04-2022 |  |                                                           | 154,738(+0.98%)                            |
| 03-04-2022                                                                                   | 03-04-2022 |  |                                                           | 156,143(+0.91%)                            |
| 04-04-2022                                                                                   | 04-04-2022 |  |                                                           | 157,378(+0.79%)                            |
| 05-04-2022                                                                                   | 05-04-2022 |  |                                                           | 158,793(+0.90%)                            |
| 06-04-2022                                                                                   | 06-04-2022 |  |                                                           | 160,116(+0.83%)                            |
| 07-04-2022                                                                                   | 07-04-2022 |  |                                                           | 161,692(+0.98%)                            |
| 08-04-2022                                                                                   | 08-04-2022 |  |                                                           | 163,042(+0.83%)                            |
| 09-04-2022                                                                                   | 09-04-2022 |  |                                                           | 164,393(+0.83%)                            |
| 10-04-2022                                                                                   | 10-04-2022 |  |                                                           | 165,577(+0.72%)                            |
| 11-04-2022                                                                                   | 11-04-2022 |  |                                                           | 166,849(+0.77%)                            |
| 12-04-2022                                                                                   | 12-04-2022 |  |                                                           | 168,362(+0.91%)                            |
| 13-04-2022                                                                                   | 13-04-2022 |  |                                                           | 171,382(+1.79%)                            |
| 14-04-2022                                                                                   | 14-04-2022 |  |                                                           | 174,868(+2.03%)                            |
| 15-04-2022                                                                                   | 15-04-2022 |  |                                                           | 178,764(+2.23%)                            |
| 16-04-2022                                                                                   | 16-04-2022 |  |                                                           | 182,293(+1.97%)                            |
| 17-04-2022                                                                                   | 17-04-2022 |  |                                                           | 185,035(+1.50%)                            |
| 18-04-2022                                                                                   | 18-04-2022 |  |                                                           | 188,351(+1.79%)                            |
| 19-04-2022                                                                                   | 19-04-2022 |  |                                                           | 191,112(+1.47%)                            |
| 20-04-2022                                                                                   | 20-04-2022 |  |                                                           | 193,953(+1.49%)                            |
| 21-04-2022                                                                                   | 21-04-2022 |  |                                                           | 196,086(+1.10%)                            |
| 22-04-2022                                                                                   | 22-04-2022 |  |                                                           | 199,074(+1.52%)                            |
| 23-04-2022                                                                                   | 23-04-2022 |  |                                                           | 200,654(+0.79%)                            |
| 24-04-2022                                                                                   | 24-04-2022 |  |                                                           | 203,334(+1.34%)                            |
| 25-04-2022                                                                                   | 25-04-2022 |  |                                                           | 205,257(+0.95%)                            |
| 26-04-2022                                                                                   | 26-04-2022 |  |                                                           | 207,081(+0.89%)                            |
| 27-04-2022                                                                                   | 27-04-2022 |  |                                                           | 208,584(+0.73%)                            |
| 28-04-2022                                                                                   | 28-04-2022 |  |                                                           | 214,243(+2.71%)                            |
| 29-04-2022                                                                                   | 29-04-2022 |  |                                                           | 215,667(+0.66%)                            |
| 30-04-2022                                                                                   | 30-04-2022 |  |                                                           | 216,587(+0.43%)                            |
| 01-05-2022                                                                                   | 01-05-2022 |  |                                                           | 217,452(+0.40%)                            |
| 02-05-2022                                                                                   | 02-05-2022 |  |                                                           | 217,836(+0.18%)                            |
| 03-05-2022                                                                                   | 03-05-2022 |  |                                                           | 218,198(+0.17%)                            |
| 04-05-2022                                                                                   | 04-05-2022 |  |                                                           | 218,571(+0.17%)                            |
| 05-05-2022                                                                                   | 05-05-2022 |  |                                                           | 218,945(+0.17%)                            |
| 06-05-2022                                                                                   | 06-05-2022 |  |                                                           | 219,296(+0.16%)                            |
| 07-05-2022                                                                                   | 07-05-2022 |  |                                                           | 219,625(+0.15%)                            |
| 08-05-2022                                                                                   | 08-05-2022 |  |                                                           | 220,040(+0.19%)                            |
| 09-05-2022                                                                                   | 09-05-2022 |  |                                                           | 220,397(+0.16%)                            |
| 10-05-2022                                                                                   | 10-05-2022 |  |                                                           | 220,721(+0.15%)                            |
| 11-05-2022                                                                                   | 11-05-2022 |  |                                                           | 220,958(+0.11%)                            |
| 12-05-2022                                                                                   | 12-05-2022 |  |                                                           | 221,289(+0.15%)                            |
| 13-05-2022                                                                                   | 13-05-2022 |  |                                                           | 221,565(+0.12%)                            |
| 14-05-2022                                                                                   | 14-05-2022 |  |                                                           | 221,804(+0.11%)                            |
| 15-05-2022                                                                                   | 15-05-2022 |  |                                                           | 221,955(+0.07%)                            |
| 16-05-2022                                                                                   | 16-05-2022 |  |                                                           | 222,130(+0.08%)                            |
| 17-05-2022                                                                                   | 17-05-2022 |  |                                                           | 222,370(+0.11%)                            |
| 18-05-2022                                                                                   | 18-05-2022 |  |                                                           | 222,582(+0.10%)                            |
| 19-05-2022                                                                                   | 19-05-2022 |  |                                                           | 222,775(+0.09%)                            |
| 20-05-2022                                                                                   | 20-05-2022 |  |                                                           | 222,976(+0.09%)                            |
| 21-05-2022                                                                                   | 21-05-2022 |  |                                                           | 223,145(+0.08%)                            |
| 22-05-2022                                                                                   | 22-05-2022 |  |                                                           | 223,332(+0.08%)                            |
| 23-05-2022                                                                                   | 23-05-2022 |  |                                                           | 223,488(+0.07%)                            |
| 24-05-2022                                                                                   | 24-05-2022 |  |                                                           | 223,605(+0.05%)                            |
| 25-05-2022                                                                                   | 25-05-2022 |  |                                                           | 223,735(+0.06%)                            |
| 26-05-2022                                                                                   | 26-05-2022 |  |                                                           | 223,837(+0.05%)                            |
| 27-05-2022                                                                                   | 27-05-2022 |  |                                                           | 223,933(+0.04%)                            |
| 28-05-2022                                                                                   | 28-05-2022 |  |                                                           | 224,015(+0.04%)                            |
| 29-05-2022                                                                                   | 29-05-2022 |  |                                                           | 224,049(+0.02%)                            |
| 30-05-2022                                                                                   | 30-05-2022 |  |                                                           | 224,099(+0.02%)                            |
| 31-05-2022                                                                                   | 31-05-2022 |  |                                                           | 224,134(+0.02%)                            |
| 01-06-2022                                                                                   | 01-06-2022 |  |                                                           | 224,171(+0.02%)                            |
| 02-06-2022                                                                                   | 02-06-2022 |  |                                                           | 224,208(+0.02%)                            |
| 03-06-2022                                                                                   | 03-06-2022 |  |                                                           | 224,254(+0.02%)                            |
| 04-06-2022                                                                                   | 04-06-2022 |  |                                                           | 224,310(+0.02%)                            |
| 05-06-2022                                                                                   | 05-06-2022 |  |                                                           | 224,341(+0.01%)                            |
| 06-06-2022                                                                                   | 06-06-2022 |  |                                                           | 224,398(+0.03%)                            |
| 07-06-2022                                                                                   | 07-06-2022 |  |                                                           | 224,465(+0.03%)                            |
| 08-06-2022                                                                                   | 08-06-2022 |  |                                                           | 224,535(+0.03%)                            |
| 09-06-2022                                                                                   | 09-06-2022 |  |                                                           | 224,580(+0.02%)                            |
| 10-06-2022                                                                                   | 10-06-2022 |  |                                                           | 224,659(+0.04%)                            |
| 11-06-2022                                                                                   | 11-06-2022 |  |                                                           | 224,793(+0.06%)                            |
| 12-06-2022                                                                                   | 12-06-2022 |  |                                                           | 224,882(+0.04%)                            |
| 13-06-2022                                                                                   | 13-06-2022 |  |                                                           | 224,977(+0.04%)                            |
| 14-06-2022                                                                                   | 14-06-2022 |  |                                                           | 225,054(+0.03%)                            |
| 15-06-2022                                                                                   | 15-06-2022 |  |                                                           | 225,118(+0.03%)                            |
| 16-06-2022                                                                                   | 16-06-2022 |  |                                                           | 225,172(+0.02%)                            |
| 17-06-2022                                                                                   | 17-06-2022 |  |                                                           | 225,207(+0.02%)                            |
| 18-06-2022                                                                                   | 18-06-2022 |  |                                                           | 225,243(+0.02%)                            |
| 19-06-2022                                                                                   | 19-06-2022 |  |                                                           | 225,281(+0.02%)                            |
| 20-06-2022                                                                                   | 20-06-2022 |  |                                                           | 225,318(+0.02%)                            |
| 21-06-2022                                                                                   | 21-06-2022 |  |                                                           | 225,349(+0.01%)                            |
| 22-06-2022                                                                                   | 22-06-2022 |  |                                                           | 225,397(+0.02%)                            |
| 23-06-2022                                                                                   | 23-06-2022 |  |                                                           | 225,434(+0.02%)                            |
| 24-06-2022                                                                                   | 24-06-2022 |  |                                                           | 225,487(+0.02%)                            |
| 25-06-2022                                                                                   | 25-06-2022 |  |                                                           | 225,526(+0.02%)                            |
| 26-06-2022                                                                                   | 26-06-2022 |  |                                                           | 225,565(+0.02%)                            |
| 27-06-2022                                                                                   | 27-06-2022 |  |                                                           | 225,581(<+0.01%)                           |
| 28-06-2022                                                                                   | 28-06-2022 |  |                                                           | 225,605(+0.01%)                            |
| 29-06-2022                                                                                   | 29-06-2022 |  |                                                           | 225,638(+0.01%)                            |
| 30-06-2022                                                                                   | 30-06-2022 |  |                                                           | 225,675(+0.02%)                            |
| 01-07-2022                                                                                   | 01-07-2022 |  |                                                           | 225,747(+0.03%)                            |
| 02-07-2022                                                                                   | 02-07-2022 |  |                                                           | 225,851(+0.05%)                            |
| 03-07-2022                                                                                   | 03-07-2022 |  |                                                           | 225,923(+0.03%)                            |
| 04-07-2022                                                                                   | 04-07-2022 |  |                                                           | 226,035(+0.05%)                            |
| 05-07-2022                                                                                   | 05-07-2022 |  |                                                           | 226,176(+0.06%)                            |
| 06-07-2022                                                                                   | 06-07-2022 |  |                                                           | 226,300(+0.05%)                            |
| 07-07-2022                                                                                   | 07-07-2022 |  |                                                           | 226,397(+0.04%)                            |
| 08-07-2022                                                                                   | 08-07-2022 |  |                                                           | 226,509(+0.05%)                            |
| 09-07-2022                                                                                   | 09-07-2022 |  |                                                           | 226,610(+0.04%)                            |
| 10-07-2022                                                                                   | 10-07-2022 |  |                                                           | 226,704(+0.04%)                            |
| 11-07-2022                                                                                   | 11-07-2022 |  |                                                           | 226,811(+0.05%)                            |
| 12-07-2022                                                                                   | 12-07-2022 |  |                                                           | 226,909(+0.04%)                            |
| 13-07-2022                                                                                   | 13-07-2022 |  |                                                           | 227,030(+0.05%)                            |
| 14-07-2022                                                                                   | 14-07-2022 |  |                                                           | 227,143(+0.05%)                            |
| 15-07-2022                                                                                   | 15-07-2022 |  |                                                           | 227,272(+0.06%)                            |
| 16-07-2022                                                                                   | 16-07-2022 |  |                                                           | 227,426(+0.07%)                            |
| 17-07-2022                                                                                   | 17-07-2022 |  |                                                           | 227,593(+0.07%)                            |
| 18-07-2022                                                                                   | 18-07-2022 |  |                                                           | 227,830(+0.10%)                            |
| 19-07-2022                                                                                   | 19-07-2022 |  |                                                           | 227,980(+0.07%)                            |
| 20-07-2022                                                                                   | 20-07-2022 |  |                                                           | 228,180(+0.09%)                            |
| 21-07-2022                                                                                   | 21-07-2022 |  |                                                           | 228,355(+0.08%)                            |
| 22-07-2022                                                                                   | 22-07-2022 |  |                                                           | 228,519(+0.07%)                            |
| 23-07-2022                                                                                   | 23-07-2022 |  |                                                           | 228,648(+0.06%)                            |
| 24-07-2022                                                                                   | 24-07-2022 |  |                                                           | 228,798(+0.07%)                            |
| 25-07-2022                                                                                   | 25-07-2022 |  |                                                           | 228,946(+0.06%)                            |
| 26-07-2022                                                                                   | 26-07-2022 |  |                                                           | 229,066(+0.05%)                            |
| 27-07-2022                                                                                   | 27-07-2022 |  |                                                           | 229,185(+0.05%)                            |
| 28-07-2022                                                                                   | 28-07-2022 |  |                                                           | 229,294(+0.05%)                            |
| 29-07-2022                                                                                   | 29-07-2022 |  |                                                           | 229,394(+0.04%)                            |
| 30-07-2022                                                                                   | 30-07-2022 |  |                                                           | 229,510(+0.05%)                            |
| 31-07-2022                                                                                   | 31-07-2022 |  |                                                           | 229,594(+0.04%)                            |
| 01-08-2022                                                                                   | 01-08-2022 |  |                                                           | 229,701(+0.05%)                            |
| 02-08-2022                                                                                   | 02-08-2022 |  |                                                           | 229,802(+0.04%)                            |
| 03-08-2022                                                                                   | 03-08-2022 |  |                                                           | 229,913(+0.05%)                            |
| 04-08-2022                                                                                   | 04-08-2022 |  |                                                           | 230,135(+0.10%)                            |
| 05-08-2022                                                                                   | 05-08-2022 |  |                                                           | 230,496(+0.16%)                            |
| 06-08-2022                                                                                   | 06-08-2022 |  |                                                           | 230,886(+0.17%)                            |
| 07-08-2022                                                                                   | 07-08-2022 |  |                                                           | 231,266(+0.16%)                            |
| 08-08-2022                                                                                   | 08-08-2022 |  |                                                           | 231,665(+0.17%)                            |
| 09-08-2022                                                                                   | 09-08-2022 |  |                                                           | 232,109(+0.19%)                            |
| 10-08-2022                                                                                   | 10-08-2022 |  |                                                           | 232,809(+0.30%)                            |
| 11-08-2022                                                                                   | 11-08-2022 |  |                                                           | 233,513(+0.30%)                            |
| 12-08-2022                                                                                   | 12-08-2022 |  |                                                           | 234,217(+0.30%)                            |
| 13-08-2022                                                                                   | 13-08-2022 |  |                                                           | 234,901(+0.29%)                            |
| 14-08-2022                                                                                   | 14-08-2022 |  |                                                           | 235,670(+0.33%)                            |
| 15-08-2022                                                                                   | 15-08-2022 |  |                                                           | 236,261(+0.25%)                            |
| 16-08-2022                                                                                   | 16-08-2022 |  |                                                           | 236,898(+0.27%)                            |
| 17-08-2022                                                                                   | 17-08-2022 |  |                                                           | 237,580(+0.29%)                            |
| 18-08-2022                                                                                   | 18-08-2022 |  |                                                           | 238,183(+0.25%)                            |
| 19-08-2022                                                                                   | 19-08-2022 |  |                                                           | 238,822(+0.27%)                            |
| 20-08-2022                                                                                   | 20-08-2022 |  |                                                           | 239,424(+0.25%)                            |
| 21-08-2022                                                                                   | 21-08-2022 |  |                                                           | 239,851(+0.18%)                            |
| 22-08-2022                                                                                   | 22-08-2022 |  |                                                           | 240,233(+0.16%)                            |
| 23-08-2022                                                                                   | 23-08-2022 |  |                                                           | 240,646(+0.17%)                            |
| 24-08-2022                                                                                   | 24-08-2022 |  |                                                           | 241,036(+0.16%)                            |
| 25-08-2022                                                                                   | 25-08-2022 |  |                                                           | 241,348(+0.13%)                            |
| 26-08-2022                                                                                   | 26-08-2022 |  |                                                           | 241,648(+0.12%)                            |
| 27-08-2022                                                                                   | 27-08-2022 |  |                                                           | 241,955(+0.13%)                            |
| 28-08-2022                                                                                   | 28-08-2022 |  |                                                           | 242,307(+0.15%)                            |
| 29-08-2022                                                                                   | 29-08-2022 |  |                                                           | 242,689(+0.16%)                            |
| 30-08-2022                                                                                   | 30-08-2022 |  |                                                           | 243,081(+0.16%)                            |
| 31-08-2022                                                                                   | 31-08-2022 |  |                                                           | 243,449(+0.15%)                            |
| 01-09-2022                                                                                   | 01-09-2022 |  |                                                           | 243,822(+0.15%)                            |
| 02-09-2022                                                                                   | 02-09-2022 |  |                                                           | 244,324(+0.21%)                            |
| 03-09-2022                                                                                   | 03-09-2022 |  |                                                           | 244,708(+0.16%)                            |
| 04-09-2022                                                                                   | 04-09-2022 |  |                                                           | 245,057(+0.14%)                            |
| 05-09-2022                                                                                   | 05-09-2022 |  |                                                           | 245,367(+0.13%)                            |
| 06-09-2022                                                                                   | 06-09-2022 |  |                                                           | 245,747(+0.15%)                            |
| 07-09-2022                                                                                   | 07-09-2022 |  |                                                           | 246,027(+0.11%)                            |
| 08-09-2022                                                                                   | 08-09-2022 |  |                                                           | 246,328(+0.12%)                            |
| 09-09-2022                                                                                   | 09-09-2022 |  |                                                           | 246,618(+0.12%)                            |
| 10-09-2022                                                                                   | 10-09-2022 |  |                                                           | 246,852(+0.09%)                            |
| 11-09-2022                                                                                   | 11-09-2022 |  |                                                           | 247,078(+0.09%)                            |
| 12-09-2022                                                                                   | 12-09-2022 |  |                                                           | 247,320(+0.10%)                            |
| 13-09-2022                                                                                   | 13-09-2022 |  |                                                           | 247,557(+0.10%)                            |
| 14-09-2022                                                                                   | 14-09-2022 |  |                                                           | 247,724(+0.07%)                            |
| 15-09-2022                                                                                   | 15-09-2022 |  |                                                           | 247,885(+0.06%)                            |
| 16-09-2022                                                                                   | 16-09-2022 |  |                                                           | 248,025(+0.06%)                            |
| 17-09-2022                                                                                   | 17-09-2022 |  |                                                           | 248,179(+0.06%)                            |
| 18-09-2022                                                                                   | 18-09-2022 |  |                                                           | 248,326(+0.06%)                            |
| 19-09-2022                                                                                   | 19-09-2022 |  |                                                           | 248,478(+0.06%)                            |
| 20-09-2022                                                                                   | 20-09-2022 |  |                                                           | 248,644(+0.07%)                            |
| 21-09-2022                                                                                   | 21-09-2022 |  |                                                           | 248,809(+0.07%)                            |
| 22-09-2022                                                                                   | 22-09-2022 |  |                                                           | 248,984(+0.07%)                            |
| 23-09-2022                                                                                   | 23-09-2022 |  |                                                           | 249,172(+0.08%)                            |
| 24-09-2022                                                                                   | 24-09-2022 |  |                                                           | 249,389(+0.09%)                            |
| 25-09-2022                                                                                   | 25-09-2022 |  |                                                           | 249,684(+0.12%)                            |
| 26-09-2022                                                                                   | 26-09-2022 |  |                                                           | 249,929(+0.10%)                            |
| 27-09-2022                                                                                   | 27-09-2022 |  |                                                           | 250,123(+0.08%)                            |
| 28-09-2022                                                                                   | 28-09-2022 |  |                                                           | 250,293(+0.07%)                            |
| 29-09-2022                                                                                   | 29-09-2022 |  |                                                           | 250,449(+0.06%)                            |
| 30-09-2022                                                                                   | 30-09-2022 |  |                                                           | 250,621(+0.07%)                            |
| 01-10-2022                                                                                   | 01-10-2022 |  |                                                           | 250,800(+0.07%)                            |
| 02-10-2022                                                                                   | 02-10-2022 |  |                                                           | 251,040(+0.10%)                            |
| 03-10-2022                                                                                   | 03-10-2022 |  |                                                           | 251,347(+0.12%)                            |
| 04-10-2022                                                                                   | 04-10-2022 |  |                                                           | 251,620(+0.11%)                            |
| 05-10-2022                                                                                   | 05-10-2022 |  |                                                           | 251,849(+0.09%)                            |
| 06-10-2022                                                                                   | 06-10-2022 |  |                                                           | 252,137(+0.11%)                            |
| 07-10-2022                                                                                   | 07-10-2022 |  |                                                           | 252,638(+0.20%)                            |
| 08-10-2022                                                                                   | 08-10-2022 |  |                                                           | 253,141(+0.20%)                            |
| 09-10-2022                                                                                   | 09-10-2022 |  |                                                           | 253,575(+0.17%)                            |
| 10-10-2022                                                                                   | 10-10-2022 |  |                                                           | 254,066(+0.19%)                            |
| 11-10-2022                                                                                   | 11-10-2022 |  |                                                           | 254,483(+0.16%)                            |
| 12-10-2022                                                                                   | 12-10-2022 |  |                                                           | 254,855(+0.15%)                            |
| 13-10-2022                                                                                   | 13-10-2022 |  |                                                           | 255,168(+0.12%)                            |
| 14-10-2022                                                                                   | 14-10-2022 |  |                                                           | 255,529(+0.14%)                            |
| 15-10-2022                                                                                   | 15-10-2022 |  |                                                           | 255,773(+0.10%)                            |
| 16-10-2022                                                                                   | 16-10-2022 |  |                                                           | 256,018(+0.10%)                            |
| 17-10-2022                                                                                   | 17-10-2022 |  |                                                           | 256,268(+0.10%)                            |
| 18-10-2022                                                                                   | 18-10-2022 |  |                                                           | 256,515(+0.10%)                            |
| 19-10-2022                                                                                   | 19-10-2022 |  |                                                           | 256,726(+0.08%)                            |
| 20-10-2022                                                                                   | 20-10-2022 |  |                                                           | 256,940(+0.08%)                            |
| 21-10-2022                                                                                   | 21-10-2022 |  |                                                           | 257,155(+0.08%)                            |
| 22-10-2022                                                                                   | 22-10-2022 |  |                                                           | 257,362(+0.08%)                            |
| 23-10-2022                                                                                   | 23-10-2022 |  |                                                           | 257,583(+0.09%)                            |
| 24-10-2022                                                                                   | 24-10-2022 |  |                                                           | 257,829(+0.10%)                            |
| 25-10-2022                                                                                   | 25-10-2022 |  |                                                           | 258,167(+0.13%)                            |
| 26-10-2022                                                                                   | 26-10-2022 |  |                                                           | 258,398(+0.09%)                            |
| 27-10-2022                                                                                   | 27-10-2022 |  |                                                           | 258,660(+0.10%)                            |
| 28-10-2022                                                                                   | 28-10-2022 |  |                                                           | 259,037(+0.15%)                            |
| 29-10-2022                                                                                   | 29-10-2022 |  |                                                           | 259,438(+0.15%)                            |
| 30-10-2022                                                                                   | 30-10-2022 |  |                                                           | 259,959(+0.20%)                            |
| 31-10-2022                                                                                   | 31-10-2022 |  |                                                           | 260,506(+0.21%)                            |
| 01-11-2022                                                                                   | 01-11-2022 |  |                                                           | 260,971(+0.18%)                            |
| 02-11-2022                                                                                   | 02-11-2022 |  |                                                           | 261,552(+0.22%)                            |
| 03-11-2022                                                                                   | 03-11-2022 |  |                                                           | 262,309(+0.29%)                            |
| 04-11-2022                                                                                   | 04-11-2022 |  |                                                           | 262,966(+0.25%)                            |
| 05-11-2022                                                                                   | 05-11-2022 |  |                                                           | 263,554(+0.22%)                            |
| 06-11-2022                                                                                   | 06-11-2022 |  |                                                           | 264,123(+0.22%)                            |
| 07-11-2022                                                                                   | 07-11-2022 |  |                                                           | 265,013(+0.34%)                            |
| 08-11-2022                                                                                   | 08-11-2022 |  |                                                           | 266,359(+0.51%)                            |
| 09-11-2022                                                                                   | 09-11-2022 |  |                                                           | 267,544(+0.44%)                            |
| 10-11-2022                                                                                   | 10-11-2022 |  |                                                           | 268,753(+0.45%)                            |
| 11-11-2022                                                                                   | 11-11-2022 |  |                                                           | 270,257(+0.56%)                            |
| 12-11-2022                                                                                   | 12-11-2022 |  |                                                           | 271,968(+0.63%)                            |
| 13-11-2022                                                                                   | 13-11-2022 |  |                                                           | 273,762(+0.66%)                            |
| 14-11-2022                                                                                   | 14-11-2022 |  |                                                           | 275,420(+0.61%)                            |
| 15-11-2022                                                                                   | 15-11-2022 |  |                                                           | 277,043(+0.59%)                            |
| 16-11-2022                                                                                   | 16-11-2022 |  |                                                           | 279,431(+0.86%)                            |
| 17-11-2022                                                                                   | 17-11-2022 |  |                                                           | 281,793(+0.85%)                            |
| 18-11-2022                                                                                   | 18-11-2022 |  |                                                           | 283,930(+0.76%)                            |
| 19-11-2022                                                                                   | 19-11-2022 |  |                                                           | 286,197(+0.80%)                            |
| 20-11-2022                                                                                   | 20-11-2022 |  |                                                           | 288,562(+0.83%)                            |
| 21-11-2022                                                                                   | 21-11-2022 |  |                                                           | 290,787(+0.77%)                            |
| 22-11-2022                                                                                   | 22-11-2022 |  |                                                           | 293,506(+0.94%)                            |
| 23-11-2022                                                                                   | 23-11-2022 |  |                                                           | 297,516(+1.37%)                            |
| 24-11-2022                                                                                   | 24-11-2022 |  |                                                           | 300,619(+1.04%)                            |
| 25-11-2022                                                                                   | 25-11-2022 |  |                                                           | 304,093(+1.16%)                            |
| 26-11-2022                                                                                   | 26-11-2022 |  |                                                           | 307,802(+1.22%)                            |
| 27-11-2022                                                                                   | 27-11-2022 |  |                                                           | 311,624(+1.24%)                            |
| 28-11-2022                                                                                   | 28-11-2022 |  |                                                           | 315,248(+1.16%)                            |
| 29-11-2022                                                                                   | 29-11-2022 |  |                                                           | 319,536(+1.36%)                            |
| 30-11-2022                                                                                   | 30-11-2022 |  |                                                           | 323,686(+1.30%)                            |
| 01-12-2022                                                                                   | 01-12-2022 |  |                                                           | 327,964(+1.32%)                            |
| 02-12-2022                                                                                   | 02-12-2022 |  |                                                           | 331,952(+1.22%)                            |
| 03-12-2022                                                                                   | 03-12-2022 |  |                                                           | 336,165(+1.27%)                            |
| 04-12-2022                                                                                   | 04-12-2022 |  |                                                           | 340,483(+1.28%)                            |
| 05-12-2022                                                                                   | 05-12-2022 |  |                                                           | 345,529(+1.48%)                            |
| 06-12-2022                                                                                   | 06-12-2022 |  |                                                           | 349,938(+1.28%)                            |
| 07-12-2022                                                                                   | 07-12-2022 |  |                                                           | 354,017(+1.17%)                            |
| 08-12-2022                                                                                   | 08-12-2022 |  |                                                           | 357,652(+1.03%)                            |
| 09-12-2022                                                                                   | 09-12-2022 |  |                                                           | 360,734(+0.86%)                            |
| 10-12-2022                                                                                   | 10-12-2022 |  |                                                           | 363,072(+0.65%)                            |
| 11-12-2022                                                                                   | 11-12-2022 |  |                                                           | 365,312(+0.62%)                            |
| 12-12-2022                                                                                   | 12-12-2022 |  |                                                           | 367,627(+0.63%)                            |
| 13-12-2022                                                                                   | 13-12-2022 |  |                                                           | 369,918(+0.62%)                            |
| 14-12-2022                                                                                   | 14-12-2022 |  |                                                           | 371,918(+0.54%)                            |
| 15-12-2022                                                                                   | 15-12-2022 |  |                                                           | 374,075(+0.58%)                            |
| 16-12-2022                                                                                   | 16-12-2022 |  |                                                           | 376,361(+0.61%)                            |
| 17-12-2022                                                                                   | 17-12-2022 |  |                                                           | 378,458(+0.56%)                            |
| 18-12-2022                                                                                   | 18-12-2022 |  |                                                           | 380,453(+0.53%)                            |
| 19-12-2022                                                                                   | 19-12-2022 |  |                                                           | 383,175(+0.72%)                            |
| 20-12-2022                                                                                   | 20-12-2022 |  |                                                           | 386,276(+0.81%)                            |
| 21-12-2022                                                                                   | 21-12-2022 |  |                                                           | 389,306(+0.78%)                            |
| 22-12-2022                                                                                   | 22-12-2022 |  |                                                           | 393,067(+0.97%)                            |
| 23-12-2022                                                                                   | 23-12-2022 |  |                                                           | 397,195(+1.05%)                            |
| 24-12-2022                                                                                   | 24-12-2022 |  |                                                           | 400,178(+0.75%)                            |
| 25-12-2022                                                                                   | 25-12-2022 |  |                                                           | 402,846(+0.67%)                            |
| 26-12-2022                                                                                   | 26-12-2022 |  |                                                           | 407,282(+1.10%)                            |
| 27-12-2022                                                                                   | 27-12-2022 |  |                                                           | 412,513(+1.28%)                            |
| 28-12-2022                                                                                   | 28-12-2022 |  |                                                           | 417,615(+1.24%)                            |
| 29-12-2022                                                                                   | 29-12-2022 |  |                                                           | 423,130(+1.32%)                            |
| 30-12-2022                                                                                   | 30-12-2022 |  |                                                           | 430,334(+1.70%)                            |
| 31-12-2022                                                                                   | 31-12-2022 |  |                                                           | 435,472(+1.19%)                            |
| Fonti: - Ministero della sanità - CDC del Cina - Ultimo aggiornamento: 31.12.2022, 16:00 GMT |            |  |                                                           |                                            |

## Lo scoppio dell'epidemia a Wuhan

### Scoperta
A fine 2019 si registrarono nuovi casi di polmonite sconosciuta nella città di Wuhan. I primi casi vennero confermati nel dicembre 2019 e furono identificati in pazienti collegati al mercato umido di Wuhan, luogo in cui venivano venduti anche animali vivi. Questo collegamento ha fatto pensare agli studiosi al fatto che si sarebbe potuto essere potenzialmente nato un nuovo coronavirus mutuato dagli animali. Attualmente resta sconosciuta la provenienza di quello che viene definito oggi come virus SARS-CoV-2. Inizialmente si credeva che solamente i pazienti malati fossero contagiosi e solo in seguito vennero confermati contagi anche da pazienti asintomatici. Secondo la Commissione nazionale di sanità cinese il virus si trasmette tramite le goccioline respiratorie prodotte dall'uomo durante azioni comuni come il parlare, respirare, tossire o starnutire, oppure tramite stretto contatto mentre alcuni propongono anche le feci come mezzo di trasmissione del virus.
I sintomi tipici dell'infezione virale includono febbre, tosse secca, dispnea, mal di testa e polmonite che risultano comparire durante il periodo di incubazione che dura fino a 14 giorni. La gestione dell'epidemia è stata resa più complicata dalla presenza di casi di pazienti che, mostrando solo sintomi lievi, non riconducevano i sintomi all'infezione dovuta al nuovo coronavirus. Oltretutto, è stato studiato come i pazienti infetti siano in grado di trasmettere l'infezione anche durante il periodo di incubazione. Va inoltre tenuto a mente che i test rapidi per la COVID-19 effettuati in Cina avevano una sensibilità del 30% , il che potrebbe spiegare il numero basso di casi e di asintomatici.
Ufficialmente il governo cinese dichiara che il primo paziente confermato ha mostrato i primi sintomi il 1 dicembre 2019, anche se in seguito il South China Morning Post ha riferito che il primo paziente potrebbe essere un uomo di 55 anni dalla provincia dello Hubei che ha mostrato i primi sintomi già dal 17 novembre. Recentemente, il 27 marzo, alcune testate giornalistiche, citando un documento governativo, hanno riportato che una donna di 57 anni, risultata positiva alla COVID-19 il 10 dicembre 2019, potrebbe essere considerata la paziente zero. Nonostante il primo paziente confermato sembra non avesse mai avuto contatti con il mercato del pesce di Huanan, nove giorni dopo vi fu l'individuazione di un nuovo focolaio proprio intorno alle zone del mercato. Il 26 dicembre il Centro di assistenza sanitaria primaria di Shanghai riceve, dal Centro per il controllo e la prevenzione e l'Ospedale centrale di Wuhan, un campione di un paziente che aveva contratto una forma sconosciuta di polmonite iniziando a fare studi. Venne in seguito confermato che il campione conteneva un nuovo coronavirus.
In ogni caso la malattia rimase sconosciuta al popolo cinese fino a che una dottoressa di Wuhan, Zhang Jixian, analizzò e studiò un campione di polmonite sconosciuta. Il dottor Zhang è la direttrice del Dipartimento di Medicina respiratorio all'Ospedale di Medicina cinese tradizionale integrata e Medicina occidentale. La sua lotta contro la SARS nel 2003 non le ha fatto mai abbassare la guardia riguardo alle emergenze sanitarie succedutesi negli anni. Il 26 dicembre 2019 una coppia anziana che viveva vicino all'Ospedale si è recata dalla dottoressa poiché avevano febbre e tosse. La TAC effettuatagli ha fatto notare cambiamenti inusuali nei loro polmoni, particolarità mai riscontrate con nessuna delle polmoniti virali studiate conosciute fino a quel momento. La Dottoressa Zhang ha in seguito avvisato anche il figlio della coppia, notando che anche il ragazzo versava in condizioni simili a quelle dei genitori. Lo stesso giorno, tali condizioni vennero riscontrate anche in un paziente che aveva avuto connessioni con il mercato di Huanan.
Il 27 dicembre la dottoressa ha riportato le sue scoperte all'Ospedale che decise di informare immediatamente il Centro per il controllo e la prevenzione delle malattie del distretto di Jianghan, credendo che si potesse trattare di infezione virale. Come precauzione, la Dottoressa ha intimato il personale medico di fornirsi di attrezzatura protettiva e di preparare un'area dell'ospedale ad hoc per la ricezione di pazienti che presentassero simili condizioni.
Il 28 e il 29 dicembre si presentarono all'ospedale altri tre pazienti che erano recentemente stati al mercato del pesce di Huanan. L'ospedale decide quindi di allertare le commissioni sanitarie provinciali e municipali. Il 29 dicembre le commissioni sanitarie richiedono ai Centri per il controllo e la prevenzione delle malattie di Wuhan e Jianghan e all'Ospedale di Jinyintan di intraprendere ricerche epidemiologiche su sette pazienti che presentavano tutti gli stessi sintomi. Sei di loro vennero trasferiti allo Jinyintan, ospedale specializzato per le malattie infettive. Solo uno di loro rifiutò di essere trasferito. La scoperta della Dottoressa Zhang venne acclamata dalla comunità scientifica cinese e il governo dello Hubei si è dichiarato onorato di aver avuto il contributo di lei e del Dottor Zhang Dingyu, presidente dello Jinyintan.

### Richiami del Governo
Il 30 dicembre un gruppo di dottori dell'Ospedale centrale di Wuhan, capeggiati dalla Dottoressa Ai Fen, hanno lanciato l'allerta di un "nuovo coronavirus simile alla SARS". Otto di questi dottori furono arrestati con l'accusa di diffusione di false dicerie, incluso il Dottor Li Wenliang. Durante un'intervista alla rivista Renwu, fu la stessa Ai Fen ad ammettere che ricevette immediatamente dei richiami disciplinari dal Governo per aver avvertito i suoi superiori riguardo a un virus simile alla SARS riscontrato e studiato in pazienti. Alla rivista Renwu la Dottoressa dichiara:"Se avessi saputo cosa sarebbe successo non mi sarebbe importato minimamente dei richiami anzi, al contrario, lo avrei detto a chiunque e dovunque". La sua intervista è stata poi censurata dal Governo cinese e la Dottoressa sembra non essere più raggiungibile telefonicamente. Molti furono gli utenti che riuscirono a fare degli screenshot dell'intervista prima che essa venisse definitivamente censurata e a postarli nuovamente sui social.

### Divulgazione
La sera del 30 dicembre iniziarono a circolare su internet due lettere, riguardanti una nuova polmonite sconosciuta, rilasciate dalla Commissione sanitaria municipale di Wuhan. Il giorno seguente, il 31 dicembre, venne immediatamente confermato dal Centro per il controllo e la prevenzione delle malattie di Wuhan che nella città erano stati diagnosticati 27 pazienti colpiti da una polmonite di origini sconosciute. Le lettere richiedevano a tutti gli ospedali di Wuhan di notificare qualsiasi caso di polmonite sconosciuta e qualsiasi paziente avesse avuto contatti con il mercato umido di Huanan, chiedendo loro anche di dargli le adeguate cure. Il centro per il controllo e la prevenzione delle malattie di Wuhan disse al The Beijing News che la malattia era ancora in fase di studio e che gli esperti della Corporazione sanitaria nazionale stavano facendo del loro per approfondire le caratteristiche di questa nuova malattia dopo che circolarono varie voci sul web riguardo a questo.
Il 1 gennaio 2020 il mercato umido di Huanan è stato totalmente chiuso per "miglioramenti ambientali". Secondo China Business, la zona si riempì di addetti con indosso tute Hazmat che raccoglievano campioni dal luogo. I negozianti del mercato ammisero che non gli venne rivelato il motivo per cui avessero chiuse e cosa stessero rilevando gli addetti sanitari e vennero intimati dalla polizia locale di lasciare la zona al più presto possibile.
Diversi furono i dottori accusati dalla polizia di Wuhan di aver diffuso informazioni non veritiere e otto furono i dottori dell'Ospedale centrale di Wuhan che vennero additati come "allarmisti" e convocati dalla polizia il 3 gennaio, come dichiarò il CEO di Weibo Wang Guofei. Li Wenliang, che in precedenza era stato definito come "allarmista" e "delatore", il quale rischiava anche il carcere per aver "diffuso false notizie", muore a causa del coronavirus il 7 febbraio, lo stesso giorno in cui i Dottori Zhang Jixian e Zhang Dingyu vengono onorati dal governo dello Hubei per le loro scoperte in merito alla malattia. La sua morte comportò un malcontento generale tra il popolo e forti critiche nei confronti del governo, in particolar modo nei confronti dei loro sistemi di repressione dell'informazione e di censura in generale.

### Trasmissione da uomo a uomo

Numero di casi (blu) e numero di morti (rosso) su una scala logaritmica

Interruzione dell'aumento del numero di casi 
Sebbene i primi casi collegati al mercato umido avrebbero potuto suggerire una trasmissione da animale a uomo, vi furono molte più studi e prove concrete riguardanti la trasmissione da uomo ad uomo In ogni caso, nonostante vi furono molti studi e ricerche portate avanti dagli esperti e un primo caso di infezione nosocomiale, confermato il 10 gennaio dalla Caixin Media, il governo locale di Wuhan continuò a negare l'esistenza di casi di infezione nosocomiale continuando ad affermare che non vi erano chiari segni di trasmissione da uomo a uomo. Questo comportamento delle autorità si protrasse fino al 15 gennaio quando, tramite il sito ufficiale della Commissione sanitaria municipale di Wuhan, venne affermato che "i risultati degli studi portati avanti fino ad ora mostrano che non vi sono segni di trasmissione da uomo a uomo ma ciò non esclude la possibilità che ciò possa avvenire. Il rischio comunque di trasmissione da uomo a uomo resta basso."
Tra il 6 e il 17 gennaio 2020, giorni durante i quali si svolgevano le sessioni parlamentari del Lianghui (ZH/ZH-HK:两会/兩會; pinyin: Liǎnghuì; IT: Le due conferenze - Il Congresso nazionale del popolo e la Conferenza politica consultiva del popolo cinese),  il numero dei casi si fermò a 41. Ciò venne giustificato dalle autorità dello Hubei e di Wuhan da una mancanza di kit per i test della PCR. Caixin Media in seguito ha dichiarato che in realtà i test della PCR non sono necessari per effettuare i test di questo nuovo virus. Nel frattempo, un gruppo dell'Imperial College e un gruppo dell'Università di Hong Kong hanno entrambi stimato circa 1000 casi di infezione nella sola Wuhan, considerando che vi furono molti casi di persone provenienti da Wuhan in viaggio all'estero e confermati positivi dalle istituzioni dei vari Paesi esteri. A molti internauti sorsero dubbi riguardo alle discrepanze dei dati cinesi e molti definirono ironicamente il virus "patriottico" in quanto sembrasse avere la capacità di infettare cittadini cinesi nel momento in cui lasciavano il Paese per effettuare viaggi all'estero.
Mala gestione dell'epidemia nella sua fase iniziale 
Il 20 gennaio il numero di casi confermati salì a 136 in quanto anche le altre principali città cinesi come Pechino e Shenzhen diedero notizia dei primi casi confermati. Solamente le autorità di Wuhan smisero di sostenere che il virus avesse una capacità limitata di trasmettersi da uomo a uomo. Quello stesso giorno, nella città di Wuhan, venne formato un comando specializzato per il controllo epidemico per potenziare le misure attuate per far fronte all'epidemia, tra le quali anche attrezzature protettive migliori fornite agli operatori medici  ed il trattamento gratuito per tutti i pazienti nelle cliniche per le malattie infettive. La sera del 20 gennaio Zhong Nanshan, uno degli esperti della Corporazione della sanità nazionale, inviò a Wuhan alcuni di quelli che furono le figure mediche di spicco durante la battaglia alla SARS del 2003, esemplificando la trasmissione da uomo a uomo del nuovo virus attraverso un gruppo di 14 infetti nosocomiali e due gruppi simili individuati nel Guangdong.
In ogni caso, la Commissione sanitaria nazionale continuò ad insistere sul carattere "gestibile ed evitabile" dell'epidemia. La stessa BBC, infatti, dichiarò che non vi fu molta attenzione pubblica sulla questione dell'epidemia. Il 19 gennaio, nonostante l'epidemia ormai in corso, 40000 famiglie di Wuhan presero parte ad un banchetto annuale, tradizione che la comunità di Wuhan portava avanti da oltre due decadi per celebrare la giornata del Dio Pollo. Ad un'intervista di Beijing News riguardante la situazione dell'epidemia, il capo di una comunità locale dichiarò che tutto procedeva nella normalità. In seguito venne dichiarato dal comitato della comunità locale di Baibuting che, tra le loro famiglie che presero parte al banchetto, vi furono almeno 10 casi confermati di infezione e almeno altri 30 casi sospetti. L'ospedale comunale riferì anche che la comunità di Baibuting fu una tra le meno colpite.
Zhou Xianwang, sindaco di Wuhan che fu altamente criticato per via delle lente e tardive misure attuate, dichiarò alla televisione di Stato CCTV che il banchetto venne organizzato dalle comunità locali, le quali hanno sempre avuto un carattere autonomo. Riferì, inoltre, che il governo stesso non attuò misure preventive valide, in quanto si credeva ancora che il virus avesse poca efficacia nella trasmissione da uomo a uomo.
Controversie 
Il 20 gennaio Guan Yi, un virologo esperto in SARS, disse a Caixin che il governo locale avrebbe dovuto smettere di utilizzare giochi di parole riguardanti la trasmissibilità del virus, sperando che l'esperienza passata dell'epidemia di SARS del 2003 fosse stata una lezione per la Cina. Aggiunse, inoltre, che per trasmissibilità, adattabilità, incidenza e virulenza il virus risulta essere molto simile a quello della SARS alle sue fasi iniziali. Il suo team andò a Wuhan il 21 gennaio e fece ritorno ad Hong Kong il giorno dopo in quanto, come dichiarò lo stesso Guan, sembrava come se il suo gruppo non fosse il benvenuto nella città. Il 22 gennaio, nonostante la Commissione sanitaria nazionale avesse annunciato che la polmonite associata ad infezione da coronavirus fosse una malattia degna di nota, nella città di Wuhan non si osserva ancora nessuna restrizione e nessuno indossava mascherine protettive. Lo stesso Guan dichiarò che, a causa della diffusione del virus per via dei flussi migratori dovuti alle festività della Festa di Primavera, l'epidemia si sarebbe allargata e presto sarebbe diventata pandemia.
Le dichiarazioni di Guan vennero considerate molto controverse, in quanto i media cinesi pubblicarono una sua intervista, risalente al 15 gennaio, nella quale affermava che l'epidemie fosse in realtà gestibile. Wang Duan, giornalista della Caixin che fece l'intervista a Guan, considerò tali comportamenti come un attacco personale e che, fino a quel momento, nessun altro espero aveva provato a confutare le teorie di Guan secondo le quali l'epidemia sarebbe di lì a poco diventata di dimensioni incontrollabili.

## Misure preventive

### Nello Hubei
Quarantena 

Casi confermati in Cina continentale e Taiwan al 22 gennaio 2020, un giorno prima la chiusura totale della città di Wuhan. A quella data vi erano 571 casi in tutta la Cina continentale, dei quali 44 nello Hubei.

Il 23 gennaio 2020 il Governo centrale ha imposto l'isolamento totale di Wuhan e altre città dello Hubei in modo da poter arginare la diffusione del contagio. Per la prima volta nella storia moderna viene isolata una grande metropoli con una popolazione totale di 11 milioni di abitanti e tale evento venne infatti ricordato da tutti i media internazionali come "Wuhan lockdown" (武汉封城S, Wǔhàn fēng chéngP). L'Organizzazione mondiale della Sanità (OMS), sebbene abbia ammesso che la quarantena non è stata dettata da una loro richiesta, ha definito il provvedimento come "unico nella storia della sanità pubblica". I provvedimenti attuati a Wuhan vennero poi imitati in altre città. Nel giro di poche ore venne imposta la quarantena e restrizioni degli spostamenti anche nelle città vicine di Huanggang e Ezhou ed infine imposte ad altre 15 città, provvedimento che riguardò 57 milioni di abitanti.
Depistaggio sanitario
Il 19 gennaio, secondo la Radio Televisione di Wuhan, le autorità cittadine informarono gli abitanti che sarebbero stati monitorati tutti coloro che avrebbero lasciati la città. Il personale alla stazione di Hankou, una delle principali stazioni della città di Wuhan, hanno iniziato a misurare la temperatura a tutti i passeggeri in ingresso e in uscita, come riferito al The Beijing News il 20 gennaio. Se la temperatura fosse stata superiore ai 38 °C si sarebbero effettuati controllo ulteriori e, se ritenuto necessario, si sarebbe informato l'ospedale. Sebbene il governo locale dichiarò che tali misure erano in atto in aeroporti, porti, stazioni di treni e di autobus già dal 14 gennaio, notizie successive rilasciate dal giornale di Hong Kong Now News e il locale Caixin riportarono che tali misure non erano mai state attuate alla data dichiarata dal governo.

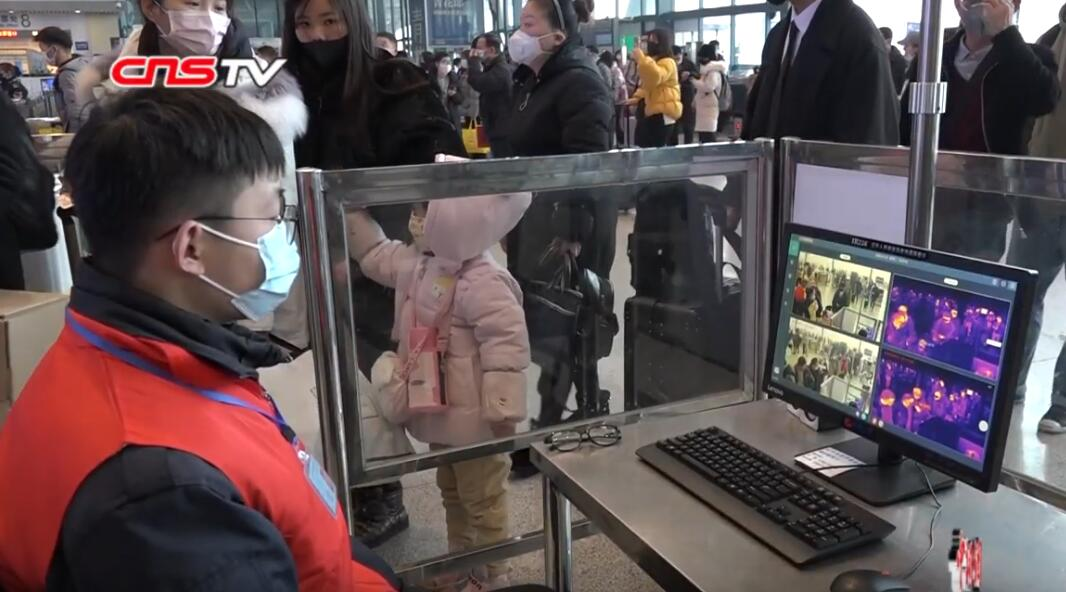
Controllo della temperatura alla stazione centrale di Wuhan.

Il 22 gennaio le autorità di Wuhan fecero sapere che sarebbero iniziati anche dei controlli a campione delle macchine private in entrata e uscita dalla città, questo per verificare se venivano trasportati animali vivi. In seguito venne richiesto alla popolazione di indossare obbligatoriamente la mascherina in luoghi pubblici.
 Consigli di viaggio 
Il 20 gennaio, durante la conferenza stampa della Corporazione nazionale della Sanità, il dottore epidemiologo Zhong Nanshan consigliò ai cittadini di evitare di visitare Wuhan se non per motivi di estrema necessità e, nel caso in cui ci si rechi, di indossare obbligatoriamente le mascherine. Ha inoltre esortato la città ad effettuare controlli della temperatura a tutti coloro che lasciavano la città e di prendere misure obbligatorie per impedire a tutti i pazienti con febbre di lasciare la città. Il giorno seguente, Zhou Xianwang, sindaco di Wuhan, ha intimato i cittadini di non lasciare la città per qualsiasi motivo e di non entrare a tutti coloro che non fossero cittadini. La Corporazione nazionale della sanità informò pubblicamente che un'epidemia di infezione da coronavirus si era diffusa nelle zone di Wuhan.
Lo stesso giorno la China Railways e l'Amministrazione dell'aviazione civile della Cina annunciarono che cancellazioni o modifiche sui biglietti da/per Wuhan sarebbero stati concessi gratuitamente e con eventuale rimborso. La città annuncia il rinvio di tutte le promozioni turistiche pensate appositamente per la celebrazione del Capodanno cinese.
Isolamento di Wuhan
Il 22 gennaio Li Lanjuan, esperto della Corporazione nazionale di Sanità, informò riguardo all'imminente quarantena della città di Wuhan. La mattina del 23 gennaio il Governo di Wuhan annunciò le misure di isolamento previste per la città di Wuhan, annunciando che avrebbero avuto effetto dalle 14 circa e che, dalle 10 di mattina dello stesso giorno, tutti i servizi di autobus locali, metro e traghetti sarebbero stati sospesi, ai cittadini non sarebbe più stato permesso di lasciare la città e che sarebbero state sospese temporaneamente tutte le partenze dall'aeroporto e dalle varie stazioni ferroviarie e che, infine, sarebbero state annunciate solo in seguito quando avrebbero ricominciato a funzionare i servizi di trasporto.

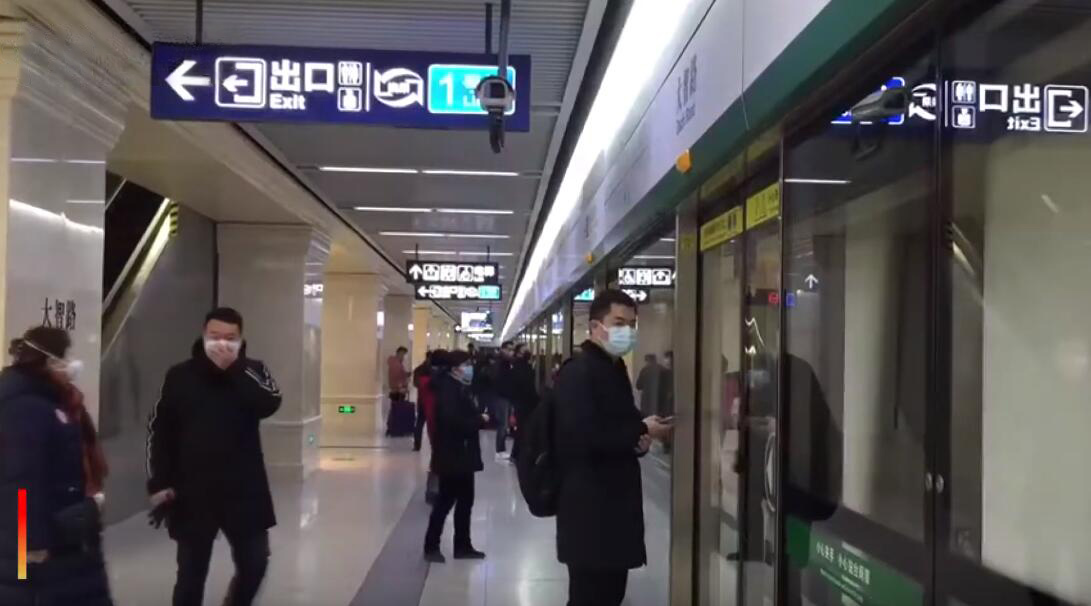
Ultimo treno della metropolitana partito dalla stazione di Dazhi Road alle 10 di mattina, nell'esatto momento in cui l'isolamento ha avuto inizio.

I ricercatori stimarono che le restrizioni adottate per Wuhan avrebbero ridotto il numero di riproduzione di base da 2.35 a 1.05, permettendo all'epidemia di divenire gestibile.
Treni e aerei
Il giorno dell'inizio dell'isolamento la China Railways ha annunciato che le partenze da Wuhan sarebbero state sospese e sarebbero rimasti attivi solamente i collegamenti tra la Stazione centrale, quella di Hankou e la stazione di Wuchang. Ai fini di ridurre gli spostamenti, la compagnia ha inoltre esteso le politiche di rimborso e di cambio, originariamente applicate unicamente alla città di Wuhan, a tutta la Cina. Il 24 gennaio la China Railways di Wuhan ha annunciato la sospensione di tutti i servizi ferroviari annullando, di fatto, i collegamenti urbani che erano ancora stati concessi.
L'Aeroporto Tianhe, l'unico aeroporto civile di Wuhan, ha sospeso tutti i voli per fini commerciali a partire dalle ore 13 del 23 gennaio. Varie compagnie aeree, tra le quali Cathay Dragon, Spring Airlines, Juneyao Airlines, China Southern Airlines, China Eastern Airlines and All Nippon Airways hanno cancellato tutti i voli programmati con partenza o arrivo a Wuhan. Il 24 gennaio l'aeroporto era aperto solamente ai voli internazionali in arrivo, i quali potevano ripartire senza alcun passeggero a bordo.
Strade e collegamenti via acqua
Shanghai, la Provincia del Sichuan e quella del Jiangsu hanno cancellato tutti i collegamenti via acqua e tutti i servizi di trasporto su gomma destinati o provenienti da Wuhan.. Il 23 gennaio il Ministro dei Trasporti aveva avvertito tutti i passeggeri di tali modifiche chiedendo al settore dei trasporti di rimborsare tutti i biglietti.
Nonostante i provvedimenti riguardanti l'isolamento di Wuhan non prevedessero menzioni di divieti relativi agli allontanamenti dei cittadini tramite le auto private, alle 14 del 23 gennaio vennero interrotti 30 entrate autostradali. Il 24 gennaio, alle 23:00, vennero interrotti anche tutti i servizi di car sharing peer-to-peer e vennero dimezzati tutti i taxi disponibili. Dal 26 vennero proibiti tutti gli spostamenti con mezzo privato nella città di Wuhan.
 #infugadaWuhan 
La mattina del 23 gennaio, prima che l'isolamento diventasse effettivo, spopolò sui social cinesi, tra i quali Weibo, l'hashtag #逃离武汉 (táolí WǔhànP) che letteralmente significa "in fuga da Wuhan". I cittadini si affannarono per raggiungere le stazioni cittadini in modo da poter salire sugli ultimi treni e lasciare la città prima dell'isolamento, incolonnandosi in lunghe file e caricando poi, in seguito sui social, loro foto in treno abbandonando la città prossima alla quarantena totale. Molti di loro vennero criticati soprattutto per la mancanza di responsabilità e per aver sottostimato il problema, superando i controlli della temperatura assumendo antipiretici. Secondo la China Railway di Wuhan circa 300 000 persone hanno lasciato la città prima delle 14 del 23 gennaio.
Zhou Xianwang, sindaco di Wuhan, ha dichiarato che circa 5 milioni di abitanti hanno lasciato la città per le festività del Capodanno cinese, mentre 9 milioni sono rimasti a casa. Statistiche della China Business Network hanno evidenzia che, ogni anno, circa la metà dei residenti festeggiava il Capodanno nella città mentre i 2/3 si spostavano in altre parti dello Hubei. I restanti, invece, celebravano le festività in altre province cinesi o all'estero, tra le quali le mete preferite risultavano essere le province dello Henan, Hunan, Anhui, Bangkok, Singapore e Tokyo.
 Ulteriori isolamenti 

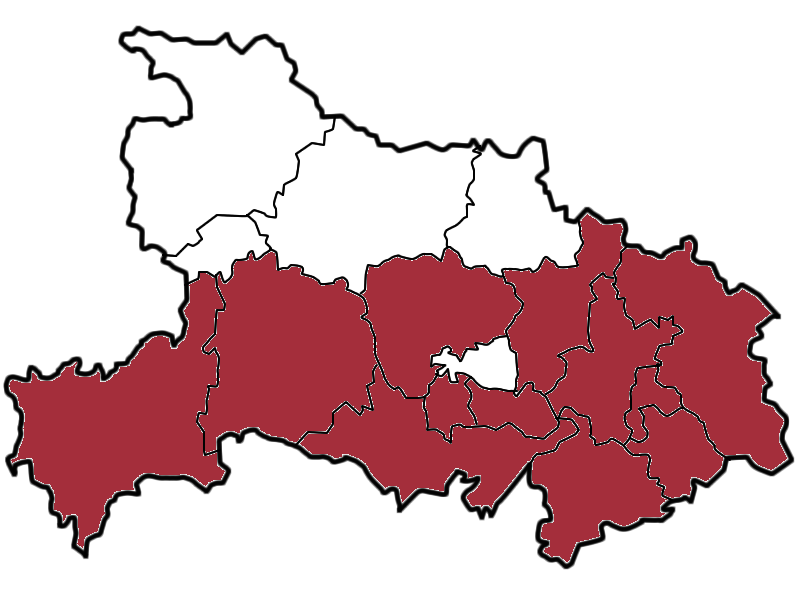
Regioni dello Hubei in quarantena evidenziate in rosso. L'unico territorio rimasto esente fu la zona montuosa di Shennongjia (in bianco).

Immediatamente dopo l'isolamento di Wuhan, Huanggang e Ezhou, due città dello Hubei confinanti con Wuhan, hanno seguito i provvedimenti di isolamento attuati per Wuhan, sospendendo tutti i trasporti pubblici. Al 24 gennaio Huangshi, Chibi, Jingzhou, Yichang, Xiaogan, Jingmen, Zhijiang, Qianjiang, Xiantao, Xianning, Dangyang and Enshi hanno interrotto il traffico in entrata e in uscita, colpendo circa 40 milioni di abitanti. Con Xiangyang messa in quarantena a partire dal 27 gennaio, tutte le città dello Hubei sono sottoposto a misure restrittive, interrompendo servizi di trasporto e accessi stradali, lasciando esente alle restrizioni solamente la zona montuosa di Shennongjia 
Almeno 56 milioni, poco meno dell'intera popolazione italiana, fu colpita da misure restrittive. Vennero chiusi tutte le attività pubbliche, tranne ospedali, supermercati, mercati ortofrutticoli, benzinai e minimarket. A partire dal 1º febbraio, la città di Huanggang introdusse un coprifuoco che permetteva ad un solo membro della famiglia di uscire per motivi essenziali massimo due volte al giorno, divenendo la prima città che impedì perfino l'uscita dalle abitazioni.
Dopo la quarantena
Le altre zone dello Hubei sono state considerate "fuori pericolo" e svincolate dai limiti della quarantena a partire dal 24 marzo 2020. Per il capoluogo, Wuhan, essendo il focolaio dell'epidemia, rimangono in vigore misure di contenimento e si ipotizza l'8 aprile come possibile data di riapertura. Dal 28 marzo le persone sono state autorizzate a rientrare nuovamente nella città, senza avere, tuttavia, la possibilità di ripartire una volta entrati. Il primo treno è arrivato da Shanghai alle 8:30 circa del 28 marzo, riportando a casa abitanti di Wuhan che per circa 2 mesi erano rimasti bloccati in altre zone del Paese. I servizi di trasporto pubblico, come la metropolitana, o altri servizi per i cittadini hanno ripreso ad operare gradualmente. A seguito della ripresa di alcuni servizi, ai cittadini è stata concessa la possibilità di uscire per un massimo di due ore al giorno. A questo proposito il Governo di Wuhan ha adottato dei controlli maggiori per poter monitorare le attività dei cittadini, imponendo a tutte le attività, così come ai servizi di trasporto, di consentire l'accesso solamente a coloro ai quali, una volta scansionato un codice QR sul proprio cellulare contenente la cartella clinica, comparirà un messaggio di colore verde che indica il perfetto stato di salute della persona.

### Nel resto della Cina
Il 29 gennaio, nella regione autonoma del Tibet, viene annunciato il primo, e unico finora, caso di contagio. Trattasi di un uomo che ha viaggiato in treno da Wuhan a Lhasa tra il 22 e il 24 gennaio, confermando quindi la diffusione del virus in ogni parte della Cina continentale.
Le celebrazioni per il Capodanno cinese vennero annullate in molte città. Ai passeggeri veniva controllata la temperatura per capire se avessero febbre o meno. Lo Henan, Wuxi, Hefei, Shanghai e la Mongolia interna hanno sospeso il commercio di pollame vivo il 21 gennaio.

#### Henan
Alla fine del dicembre 2019 la provincia dello Henan ha annunciato la sospensione dei treni passeggeri da e per Wuhan. All'inizio di gennaio 2020 il Governo locale dello Henan ha avviato vari provvedimenti, tra i quali misure di disinfezione, pubblicità di prevenzione, consigli di quarantena fiduciaria, l'organizzazione di viaggi di ritorno nei villaggi per gli abitanti, l'utilizzo di camion dei rifiuti e scavi di trincee per bloccare le connessioni stradali con lo Hubei ed infine l'affissione di slogan quali "ritornare a casa malati è un disonore per la famiglia", facendo spopolare sul social cinese Weibo spopolò l'hashtag #抄河南的作业 (chāo Hénán de zuòyèP, lett. "Copia i compiti dello Henan").

Come fecero notare la Agenzia Nuova Cina e il Ministro di pubblica sicurezza, interrompere collegamenti stradali senza ordini governativi è illegale in Cina. Il Ministro dei trasporti ha chiesto al Governo locale dello Henan di rispettare i principi del "bloccane uno, non tre" (一断三不断S, yī duàn sān bù duànP), metafora che indica il blocco del virus ma non delle vie di comunicazione tra le Province, accesso ad internet e traffico veicolare di necessità.

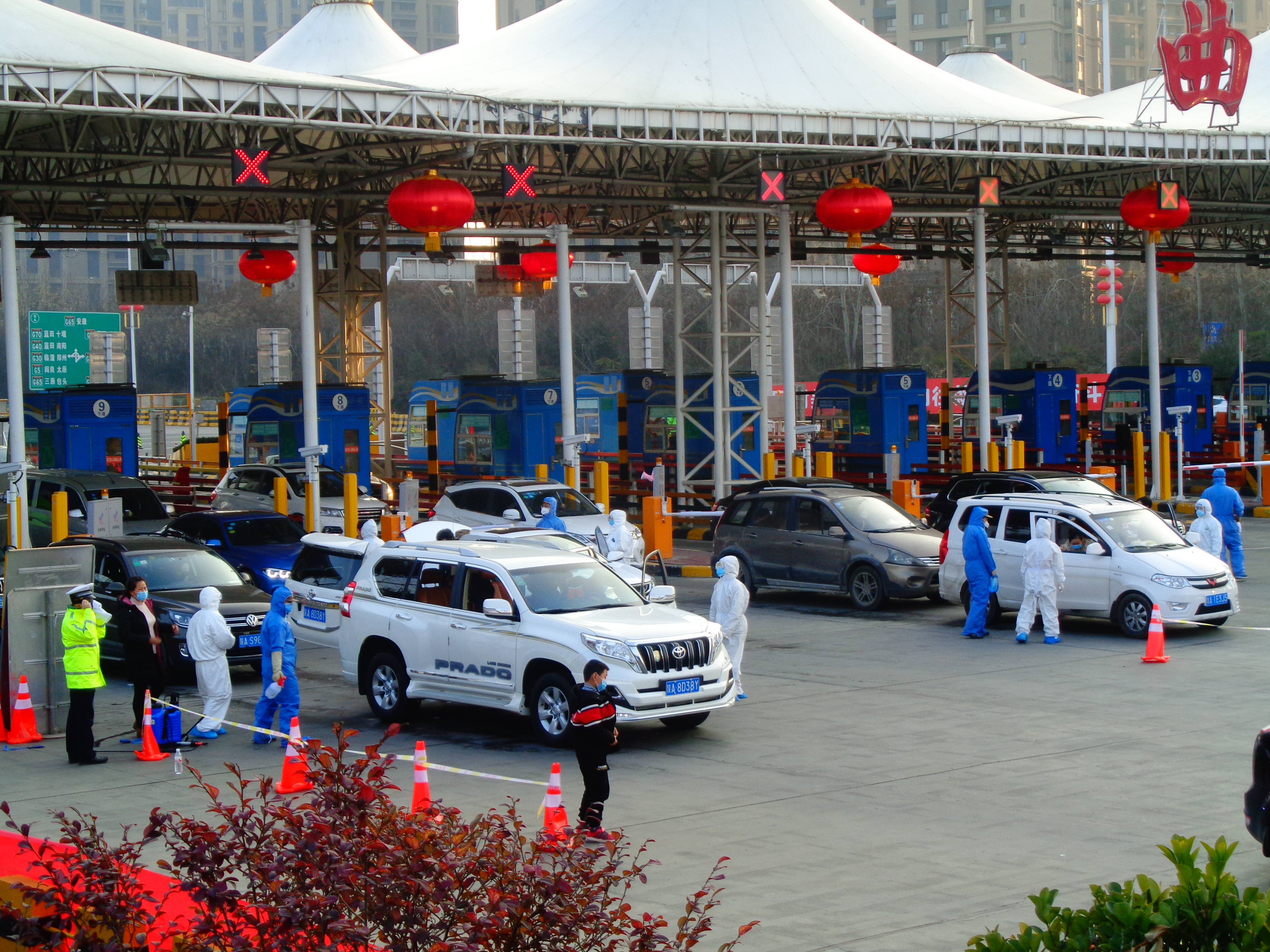
Controlli ai guidatori a Qujiang, in direzione Xi'an.

Il 1º aprile la Contea di Jia è stata messa in isolamento a seguito dell'aumento del numero di casi, provvedimento che ha riguardato circa 600 000 abitanti. Ai cittadini non è permesso di lasciare le loro abitazioni nemmeno per motivi lavorativi e possono spostarsi solamente dopo aver ottenuto una certificazione dalle autorità. L'attuazione delle misure venne anticipata dalla scoperta di un caso di contagio nella città di Luohe, nello Henan, di un ragazzo che era venuto a contatto con due dottori della Contea di Jia i quali, a seguito di test, sono risultati positivi asintomatici.

#### Shanghai
La municipalità di Shanghai annuncia da subito misure per contenere la diffusione del virus, quali il divieto di vendita di pollame vivente e la dichiarazione dello stato di emergenza sanitaria di livello 1 verso la fine di gennaio. Il 25 gennaio viene resa obbligatoria la quarantena di 14 giorni, con relativo controllo medico, per tutti coloro i quali arrivassero da zone a rischio dello Hubei.
A causa della richiesta esponenziale di mascherine, a partire dal 2 febbraio il Governo municipale di Shanghai annuncia che, al fine di acquistare mascherine, i cittadini dovranno registrarsi in luoghi appositamente designati dal Governo che informeranno gli interessati sul negozio dove possono recarsi per l'acquisto. Viene imposto il limite di 5 mascherine a famiglia e un solo acquisto ad appartamento. Lo stesso giorno viene anche annunciato che, a chiunque desideri entrare nelle zone di competenza di Shanghai, sarà richiesta la compilazione di un modulo che attesti la situazione di salute dell'individuo.
Al 13 febbraio, la maggioranza dei 13.000 quartieri residenziali di Shanghai aveva attuato misure di gestione per il controllo dell'epidemia, attuando provvedimenti quali il controllo delle entrate e delle uscite, limitandoli di molto, aumento della sorveglianza, registrazione obbligatoria in entrata e in uscita e controlli della temperatura che, qualora fosse stata sospetta, sarebbe stato riferito e trasferito in tempo al centro di controllo.
Dal 10 febbraio viene temporaneamente vietato l'ingresso di persone le quali non hanno una residenza o un lavoro stabile a Shanghai. Successivamente la Shanghai One Netcom rilascia un'applicazione contenente un codice QR, denominato 随申办 (pinyin: suíshēnbàn), il quale è basato su uno schema dinamico composto dai colori verde, giallo e rosso. In questo modo nei luoghi di assembramento, quali strade o parchi, viene richiesta l'esibizione di questo codice e, di conseguenza, sarà consentito l'accesso solo se il codice sarà di colore verde.
Il 3 marzo a tutti gli operatori pubblici, quali fattorini, netturbini, corrieri, o addetti alla manutenzione, viene consentito l'ingresso nei vari compound solamente se presenteranno un codice di colore verde, una temperatura corporea nella norma e se concesso dai residenti. Dal 4 marzo vengono imposte misure restrittive per tutti coloro che avessero fatto ritorno da Corea del Sud, Italia, Iran o Giappone, prevedendo un isolamento domiciliare di 14 giorni e continui controlli medici. Il provvedimento è stato in seguito esteso il 13 marzo anche a Francia, Spagna, Germania e Stati Uniti.

#### Sichuan
Il 22 gennaio il Dipartimento dei trasporti del Sichuan ha richiesto la sospensione di tutte le linee di lunga tratta e di tutti i collegamenti che passassero per Wuhan, prevedendo ulteriori indagini per tutti i passeggeri e autisti che fossero passati per Wuhan. Due giorni dopo, il 24 gennaio, viene emanato lo stato di emergenza sanitaria di primo livello, comportando anche la chiusura di molte attrazioni turistiche come il Monte Emei.
Il 25 gennaio il Sichuan impose provvedimenti più restrittivi che vietano assembramenti di gruppo.
Il 6 febbraio Ya'an e Neijiang hanno implementato dei sistemi di gestione autonoma delle comunità, alle quali venne affidata l'attuazione di misure di contenimento dell'epidemia e il divieto di avere contatti con altre comunità nella provincia. Le misure vennero in seguito ampliate a Chengdu, Suining, e Guangyuan il giorno seguente, Ziyang l'8 febbraio, a Deyang e Mianyang il 9.

Il 25 febbraio lo stato di emergenza venne portato al livello 3.

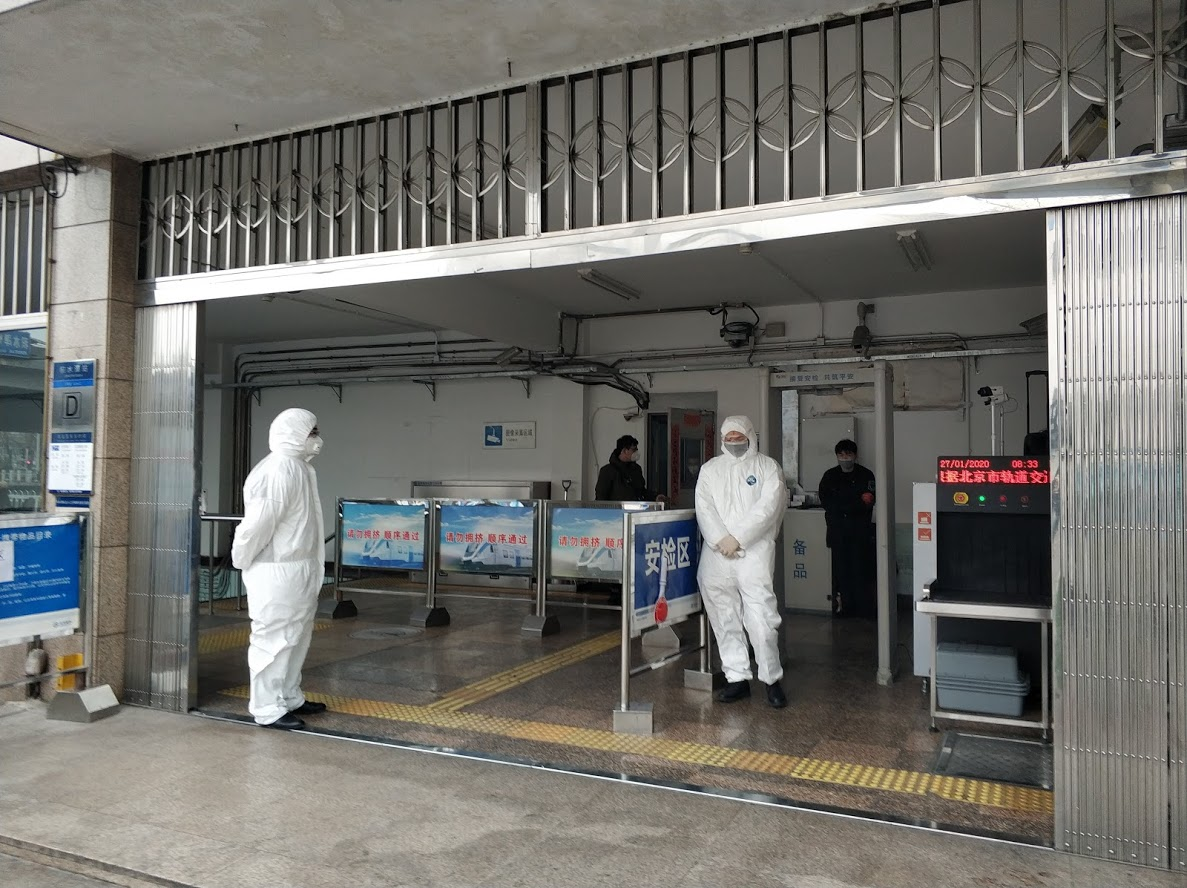
Controllo della temperatura alla stazione della metropolitana di Pechino di Jishuitan.

#### Cancellazioni, rinvii e chiusure

##### Estensione delle festività
Il 26 gennaio il Consiglio di Stato ha esteso la fine delle festività del Capodanno cinese 2020 al 2 febbraio, segnando il 3 febbraio come primo giorno lavorativo, inizialmente fissato al 30 gennaio. Allo stesso modo venne posticipato l'inizio delle lezioni a data da destinare, differente a seconda delle province. La prima provincia a riaprire le scuole è stata il Qinghai il 13 marzo e, progressivamente, altre province e municipalità hanno annunciato la data di riapertura delle scuole. L'ultima in ordine cronologico è stata la municipalità di Tianjin, intenzionata a far ripartire il sistema scolastico il 20 aprile. Al 7 aprile, le municipalità Pechino, Shanghai e Chongqing e le province di Hubei, Hebei e Guangdong non hanno ancora definito una data ufficiale.

##### Eventi sportivi
Parte delle qualificazioni del football femminile delle Olimpiadi di Tokyo 2020 dovevano inizialmente svolgersi a Wuhan e poi a Nanchino ma in seguito spostate a Sydney in quanto la Cina abbandonò ufficialmente i giochi olimpici. La Supercoppa di Cina 2020, la quale doveva tenersi a Suzhou il 5 febbraio, è stata posticipata a data da destinarsi. La partita tra Shanghai SIPG e Buriram United, prevista all'interno del campionato AFC Champions League 2020, è stata giocata a porte chiuse. La Chinese Football Association ha annunciato il rinvio della stagione 2020 il 30 gennaio. La Confederazione calcistica asiatica ha, inoltre, rinviato tutte le partite di squadre cinesi previste nella Champions League. Anche le qualificazioni olimpiche di Box sono state riprogrammate per marzo e spostate a Amman, in Giordania. Alcune qualificazioni di basket femminile, le quali dovevano inizialmente svolgersi a Foshan, nel Guangdong, sono state riprogrammate e spostate a Belgrado.
Anche altri principali eventi sportivi, come la Coppa del Mondo di sci alpino 2020, inizialmente pianificata per il 15-16 febbraio, venne cancellata a causa dell'epidemia. Il Campionato del mondo di atletica leggera indoor del 2020, inizialmente previsto per il 13-15 marzo 2020 a Nanchino, è stato posticipato di un anno senza variazioni di sede.
L'E-Prix di Sanya, che doveva svolgersi il 21 marzo come terzo giro del Campionato 2020 di Formula E, è stato rimandato a data da destinarsi. Il 12 febbraio viene posticipato il Grand Prix di Cina del 2020, che doveva svolgersi il 19 aprile e rappresentare il quarto giro del Campionato mondiale di Formula 1 2020.

##### Attrazioni turistiche

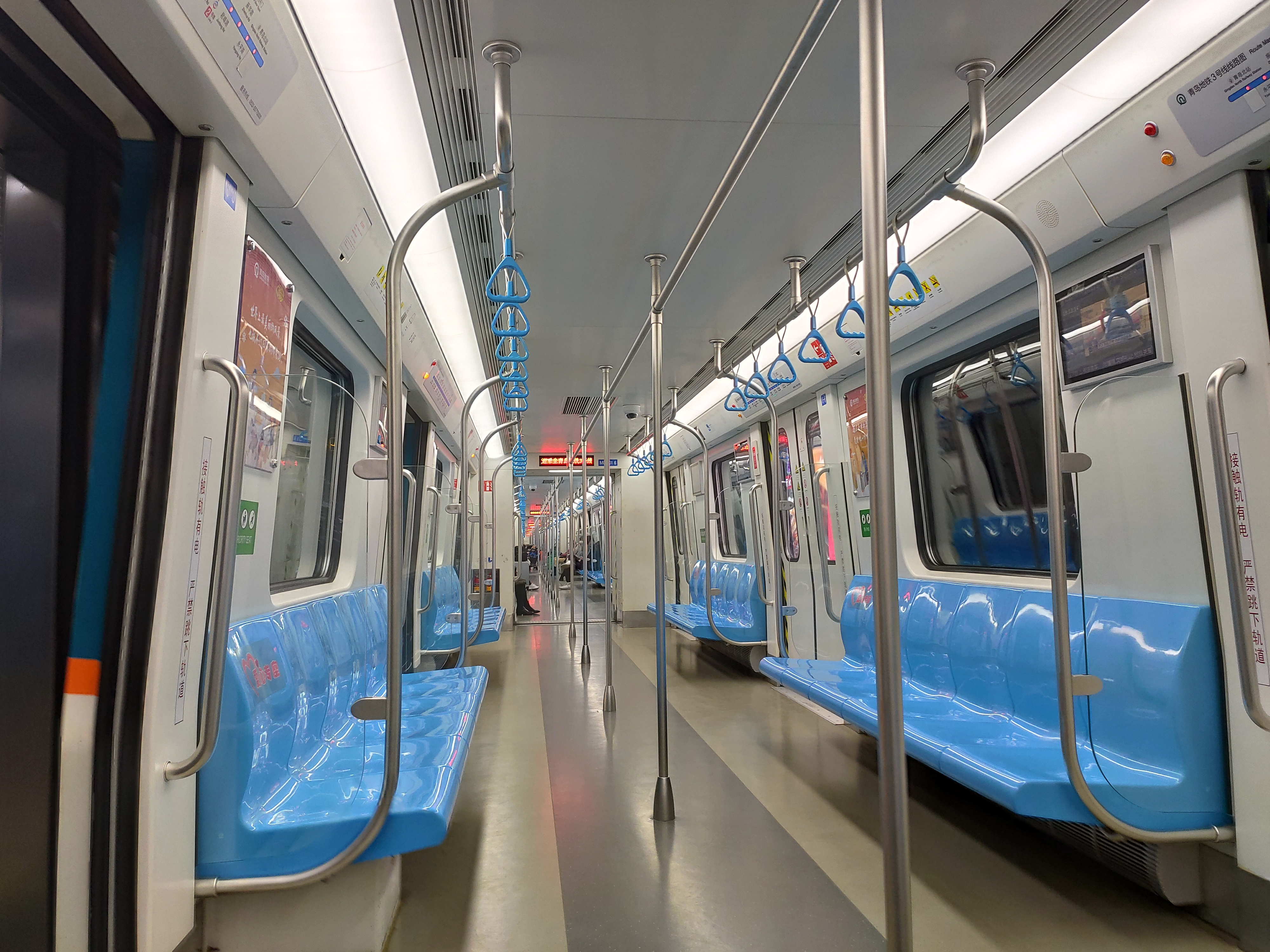
Treno della linea 3 della metropolitana di Qingdao vuoto a seguito delle restrizioni.

Il 21 gennaio il Bureau di Cultura e Turismo di Wuhan ha rinviato tutta la promozione delle attività turistiche della città. Il 23 gennaio viene proclamata la chiusura temporanea di musei, memoriali, biblioteche pubbliche e centri culturali fino all'8 febbraio. Tutti i tour di gruppo previsti a Wuhan vennero cancellati.
Il 23 gennaio l'amministrazione di Dongcheng, Pechino, ha cancellato tutti gli eventi previsti nei templi di Longtan e della Terra, originariamente previsti per il 25 gennaio. Il Bureau di Cultura e Turismo di Pechino ha in seguito annunciato la cancellazione di tutti gli eventi previsti nei templi della città. Le attrazioni turistiche di Pechino e Tianjin, incluse la Città Proibita e la Grande muraglia sono stati temporaneamente chiusi. Il 24 marzo il Governo di Pechino decide di riaprire una piccola sezione della muraglia, quella di Badaling. La sera del 23 gennaio anche il Museo del Palazzo di Pechino decide di chiudere temporaneamente a partire dal 25 gennaio e il Lago dell'Ovest di Hangzhou annuncia la chiusura di tutte le attrazioni turistiche a pagamento e di tutti i servizi di traghetto a partire dal 24 gennaio. Dal 24 gennaio vengono chiuse altre principali attrazioni in diverse città della Cina come il Mausoleo di Sun Yat-sen di Nanchino, lo Shanghai Disney Resort, Pingyao, la Canton Tower a Canton, l'antica città di Lijiang nello Yunnan e il Monte Emei nel Sichuan.

## Dati per provincia o municipalità
| Zona                                              | Casi   | Decessi | Guarigioni | Attivi |
| ------------------------------------------------- | ------ | ------- | ---------- | ------ |
| Hubei                                             | 68 136 | 4 512   | 63 623     | 1      |
| Guangdong                                         | 1 629  | 8       | 1 594      | 27     |
| Henan                                             | 1 276  | 22      | 1 254      | 0      |
| Zhejiang                                          | 1 269  | 1       | 1 267      | 1      |
| Hunan                                             | 1 019  | 4       | 1 015      | 0      |
| Anhui                                             | 991    | 6       | 985        | 0      |
| Heilongjiang                                      | 947    | 13      | 934        | 0      |
| Jiangxi                                           | 937    | 1       | 936        | 0      |
| Pechino                                           | 922    | 9       | 587        | 326    |
| Shandong                                          | 792    | 7       | 783        | 2      |
| Shanghai                                          | 695    | 7       | 668        | 20     |
| Jiangsu                                           | 653    | 0       | 653        | 0      |
| Sichuan                                           | 589    | 3       | 565        | 21     |
| Chongqing                                         | 582    | 6       | 573        | 3      |
| Fujian                                            | 358    | 1       | 355        | 2      |
| Hebei                                             | 336    | 6       | 322        | 8      |
| Shaanxi                                           | 314    | 3       | 306        | 5      |
| Guangxi                                           | 254    | 2       | 252        | 0      |
| Mongolia Interna                                  | 238    | 1       | 234        | 3      |
| Shanxi                                            | 198    | 0       | 199        | 0      |
| Tianjin                                           | 196    | 3       | 189        | 4      |
| Yunnan                                            | 185    | 2       | 183        | 0      |
| Hainan                                            | 171    | 6       | 163        | 2      |
| Jilin                                             | 155    | 2       | 151        | 2      |
| Liaoning                                          | 152    | 2       | 147        | 3      |
| Gansu                                             | 149    | 2       | 137        | 10     |
| Guizhou                                           | 147    | 2       | 145        | 0      |
| Xinjiang                                          | 76     | 3       | 73         | 0      |
| Ningxia                                           | 75     | 0       | 75         | 0      |
| Qinghai                                           | 18     | 0       | 18         | 0      |
| Tibet                                             | 1      | 0       | 1          | 0      |
| 31 province e municipalità                        | 83 248 | 4 634   | 78 299     | 274    |
| Non inclusi nel conteggio della Cina Continentale |        |         |            |        |
| Hong Kong (dettagli)                              | 1 112  | 4       | 1 069      | 39     |
| Taiwan (dettagli)                                 | 445    | 7       | 433        | 5      |
| Macao (dettagli)                                  | 45     | 0       | 45         | 0      |

Note
     Indica che al momento non sono presenti casi attivi nel territorio